# Neume sangallien
Les neumes sangalliens sont un groupe de graphies musicales employées dans les manuscrits du chant grégorien, copiés à l'abbaye de Saint-Gall et alentour.
Il s'agit de neumes en faveur de la notation sans ligne de ce chant. À la base des accents dans les écritures littéraires, mais ce système se développa énormément, afin d'adapter à la mélodie raffinée du chant grégorien, premier sommet de la musique occidentale.
Si, au Moyen Âge, il existait de nombreux systèmes de notation selon les régions pour ce chant, les neumes sangalliens étaient capables de présenter le plus correctement l'articulation et le raffinement des mélodies développées.
Aussi ces graphies demeurent-elles, depuis le XIXe siècle, les neumes les plus importants en faveur de la restauration du chant grégorien ainsi que l'interprétation correcte selon la sémiologie grégorienne, avec un autre système du manuscrit Laon 239.

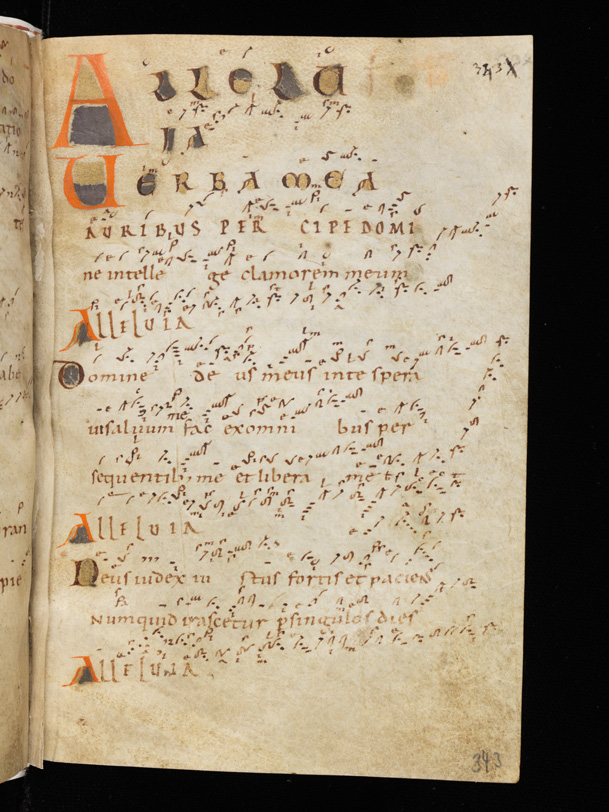
Manuscrit Einsiedeln 121, fol. 343, notation dorée.

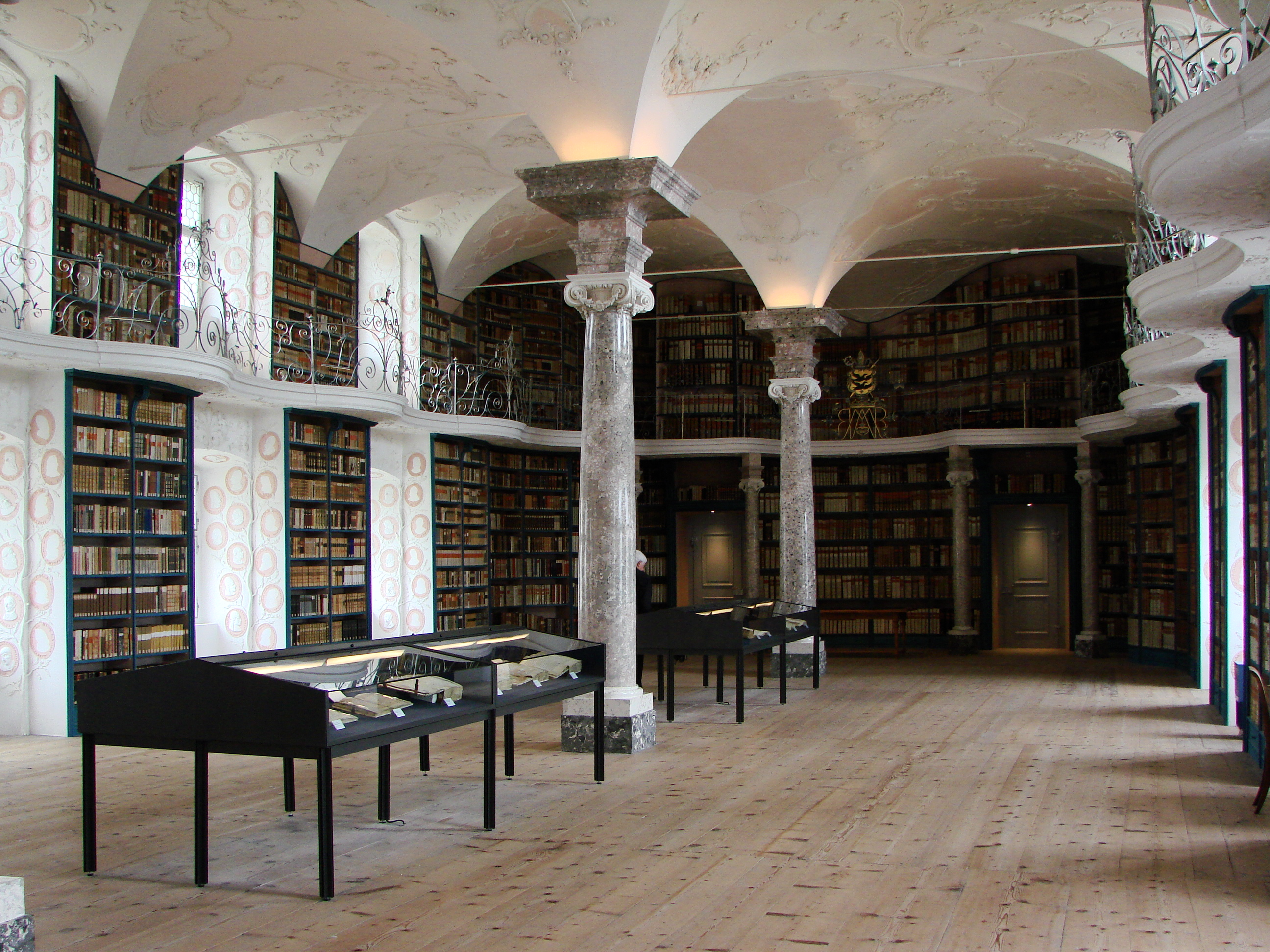
Bibliothèque de l'abbaye d'Einsiedeln.

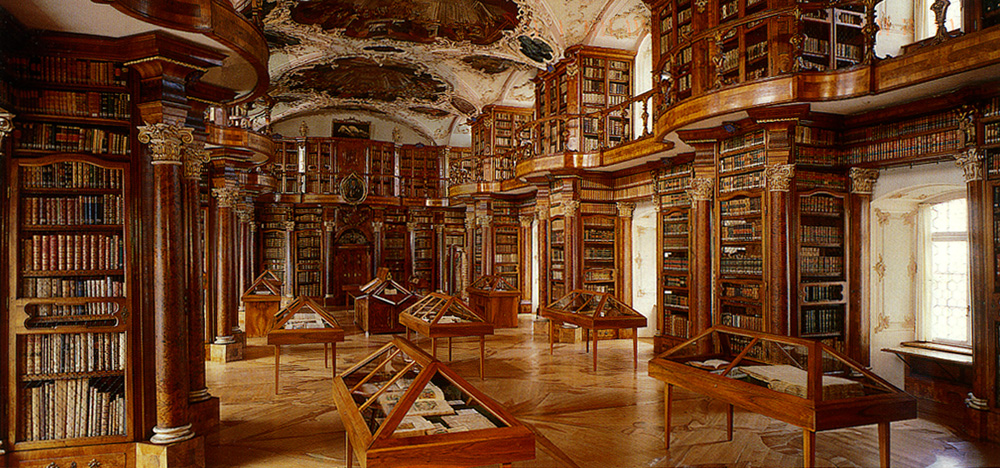
Bibliothèque de l'abbaye de Saint-Gall.

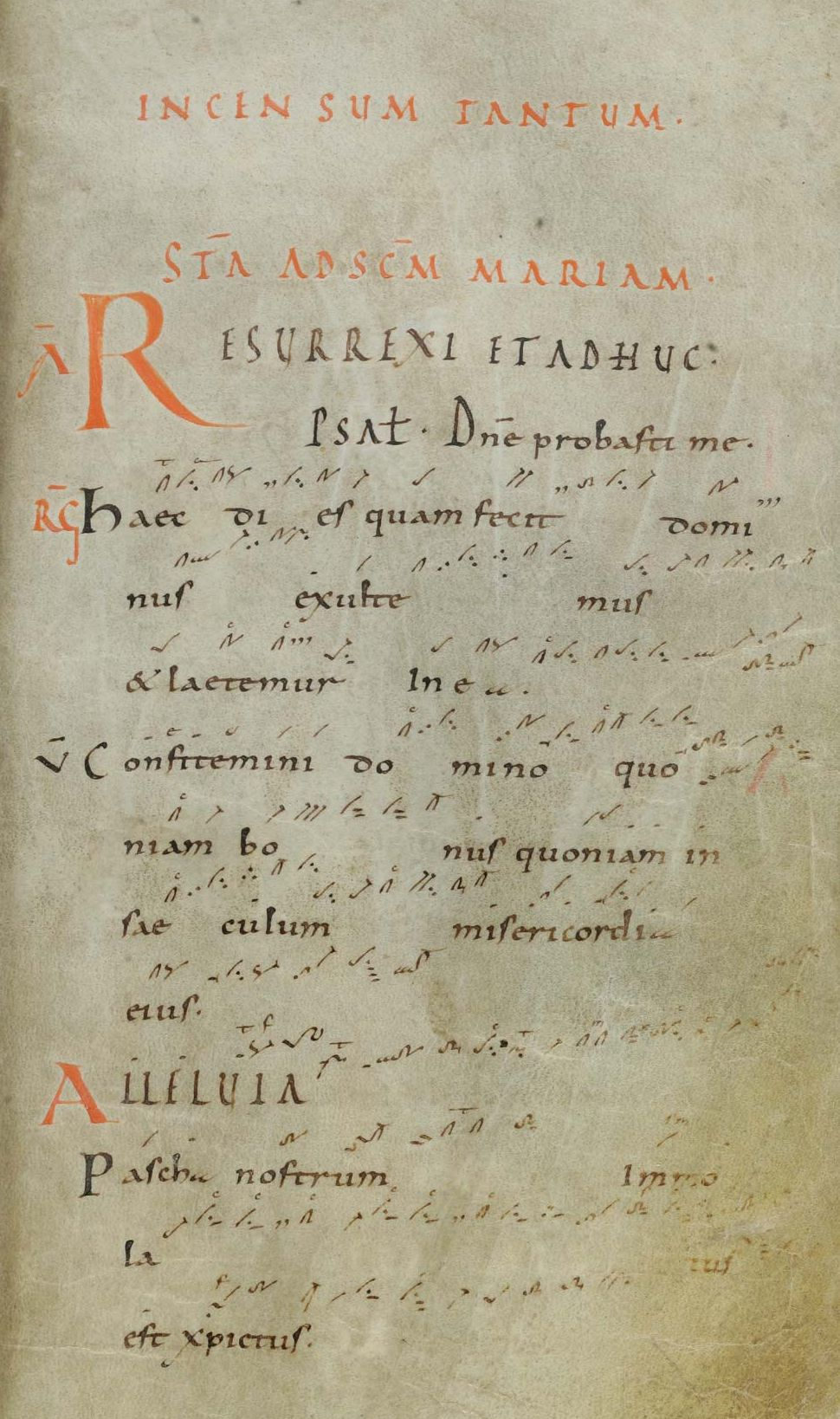
Cantatorium de Saint-Gall, fol. 107.

## Histoire

### Légende
En 1901, Dom Paul Delatte, abbé du monastère de Solesmes, écrivit au pape Léon XIII :

« Le Premier volume publié [en 1889] fut un Antiphonale Missarum (142 pages in-4°) de la Bibliothèque de cette abbaye de Saint-Gall qui reçut directement de Rome, vers 790, le chant romain. La comparaison entre ce manuscrit & notre Liber Gradualis prouvait que nous avions réimprimé, note par note, groupe par groupe, les vraies mélodies de l'Église Romaine. »

— Mémoire But de la Paléographie musicale

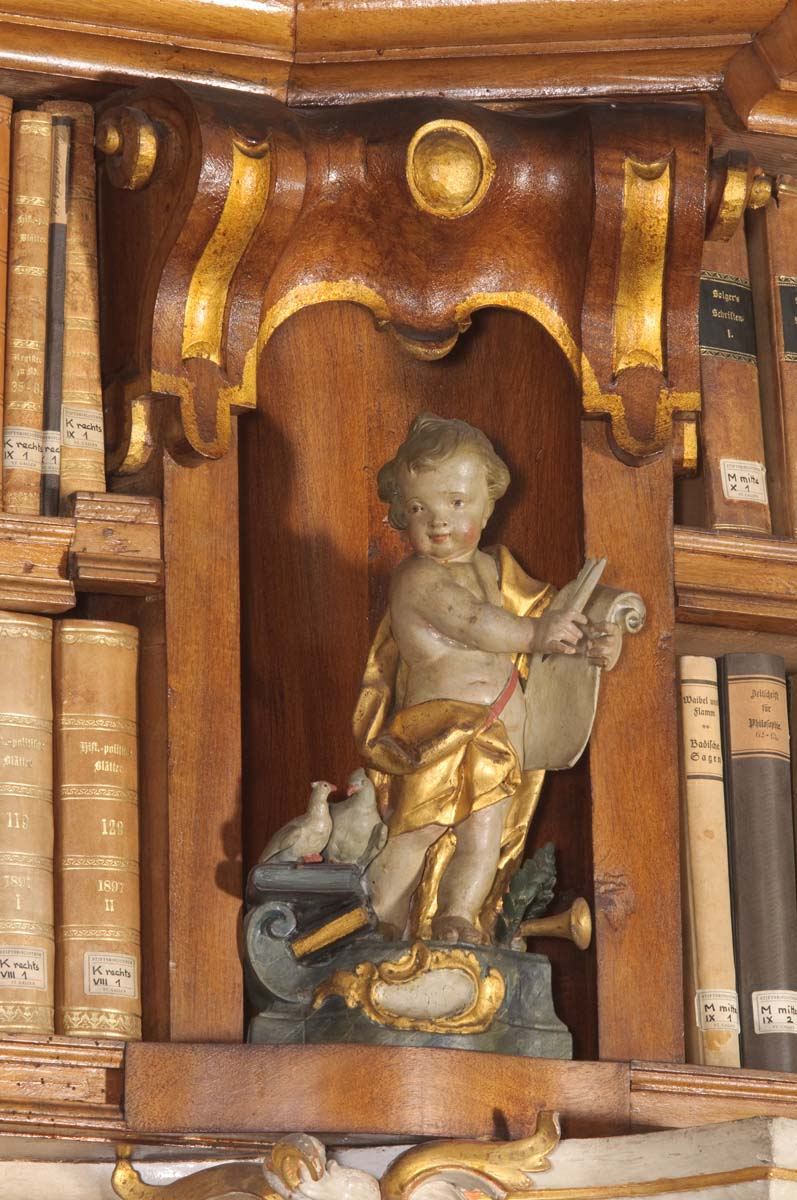
Bibliothèque de l'abbaye de Saint-Gall.

Il s'agissait des fac-similés phototypiques du manuscrit 339 de la bibliothèque de l'abbaye de Saint-Gall. Certes, à la fin du XXe siècle, l'origine du chant grégorien fut, avec certitude, attribuée au royaume de Charlemagne et non plus à Rome. Toutefois, même les moines de Solesmes considéraient, auparavant, que le chant grégorien était celui du Saint-Siège depuis le pontificat du pape saint Grégoire Ier, tout comme cette dénomination.
En effet, auprès de l'abbaye de Saint-Gall, une légende se gardait depuis si longtemps. Au XIXe siècle, celle-ci fut présentée surtout dans le livre de Dom Anselm Joseph Alois Schubiger, prêtre, musicologue, maître de chœur de l'abbaye territoriale d'Einsiedeln . D'après cette légende, en 790 deux chantres Pierre et Romain furent chargés par le pape Adrien Ier de se rendre à Metz auprès de Charlemagne, afin d'y enseigner et de faire y pratiquer effectivement le chant liturgique romain, à savoir chant grégorien. À cette époque-là, faute de notation en lignes, le chantre risquait d'oublier par hasard des mélodies. Donc, on comprend qu'au moins deux exécutants se déplaçassent ensemble. Avant que ceux-ci n'arrivent à Metz, le chantre Romain tomba malade. Par conséquent, Pierre continua son voyage alors que Romain dut être soigné à l'abbaye de Saint-Gall. Après sa guérison, il reçut un ordre selon lequel il lui fallait y rester en faveur de l'enseignement du chant liturgique, en raison de la charité de l'abbaye de Saint-Gall. Finalement, le monastère bénéficiait d'un manuscrit que le chantre romain apportait directement de Rome.
C'est la raison pour laquelle on considérait que les manuscrits les plus anciens de Saint-Gall n'étaient autres que les copiés de l'antiphonaire authentique de Rome, issu de saint Grégoire.
D'ailleurs, il est probable que la légende protégeait effectivement ces documents très anciens, car il s'agissait des copies selon le livre romain authentique, et donc sacré. De fait, alors que le manuscrit Laon 239 subit un nombre considérable de modifications tardives selon la liturgie locale, le manuscrit Einsiedeln 121, par exemple, ne connaissait aucun changement ni liturgie locale ajoutée. Bien entendu, cette pureté est précieuse pour les études et la restauration.

### Redécouverte I, auXIXesiècle
La mélodie correcte du chant grégorien fut, tout d'abord, perdue, à la suite de l'invention de la notation en lignes par Guy d'Arezzo vers 1030. Puis, l'usage de la notation à gros carres remplaçait de plus en plus celui des neumes anciens, en préparant une transformation en plain-chant, étant donné que l'enregistrement n'existait pas. Après le mouvement de la Renaissance, la caractéristique rythmique et mélodique du chant grégorien disparut entièrement. D'ailleurs, même après l'invention de la notation à carrés, la pratique des neumes sangalliens demeurait encore dans les pays germaniques, surtout en Suisse car les fonctions de ceux-ci étaient différentes. Cependant, au XVe siècle, le remplacement fut définitif. Les manuscrits anciens étaient dorénavant conservés dans les archives ou furent détruits.

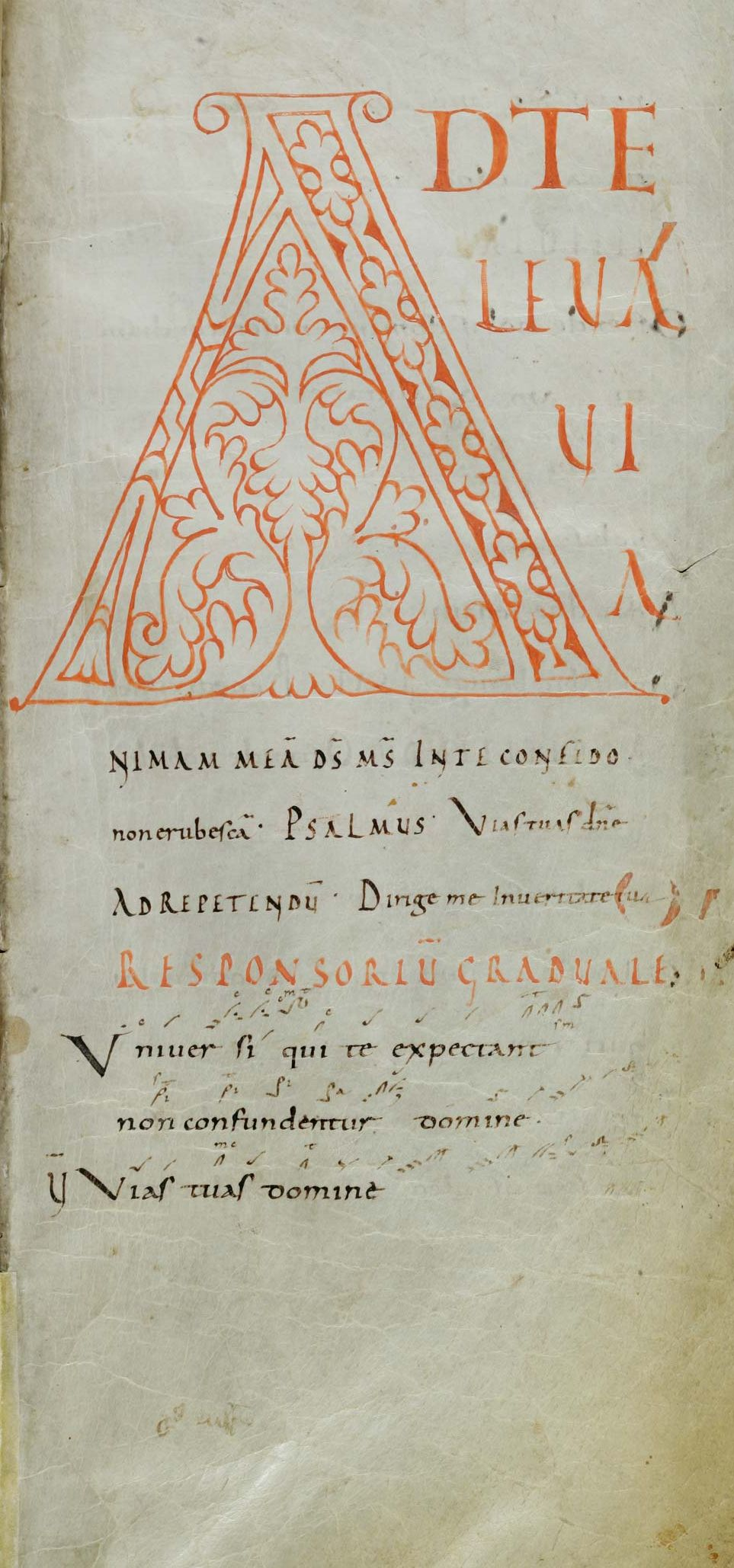
Cantatorum de Saint-Gall, fol. 25.

À partir de là, les neumes in campo aperto, y compris ceux de Saint-Gall, devinrent indéchiffrables. Ils résistèrent lorsque des musicologues  du XIXe siècle voulurent restaurer des mélodies grégoriennes. En 1847, la découverte du tonaire de Saint-Bénigne de Dijon changea la situation. Cette Pierre de Rosette musicale se distingue par sa double notation, en neumes et en alphabets. C'est pourquoi en 1849 Louis Lambillotte visita la bibliothèque de l'abbaye de Saint-Gall. Parmi ses manuscrits, celui du cantatorium de Saint-Gall était si distingué qu'il fit copier ses neumes. À la suite de cette collaboration avec un copiste, il publia les fac-similés à la main en 1851. Faute d'analyse suffisante, le livre fut intitulé Antiphonaire de Saint Grégoire [lire en ligne].

« Nous, Soussignés, Directeur et Bibliothécaire de l'Abbaye de Saint-Gall, nous certifions et attestons que la Copie en FAC-SIMILÉ de l'Antiphonaire de Saint Grégoire, sub N° 359, que Monsieur Lambillotte fit exécuter par le calligraphe M. Naef, à Saint-Gall, est, d'après ce que nous avons vu, parfaitement conforme au Manuscrit, surtout en ce qui concerne les signes de la notation (p. 32). »

Puis en 1862, deux moines de Solesmes conclurent : afin de restaurer correctement le chant grégorien, il faut consulter les manuscrits les plus anciens. C'est la raison pour laquelle ces moines, Dom Paul Jausions et Dom Joseph Pothier chargés par l'abbé Prosper Guéranger de restituer d'anciens chants liturgiques, commencèrent à visiter les archives. Au regard de la bibliothèque de Saint-Gall, c'était Dom Pothier qui y effectua des fac-similés à la main, en septembre 1865. L'antiphonaire de Hartker fut partiellement copié, 171 pages environ.
Enfin, comme déjà mentionné, les photographies du manuscrit 339 furent publiées dans le premier volume de la Paléographie musicale en 1889, par Dom André Mocquereau. En effet, en dépit du Congrès européen d'Arezzo en 1882 et de la publication du Liber gradualis en 1883, le Saint-Siège ne cessa jamais son soutien en faveur de l'édition de Ratisbonne, à la base de l'Édition médicéenne. Les moines de Solesmes avaient besoin non seulement des preuves scientifiques mais aussi de sa légitimité car l'édition de Ratisbonne était également et faussement attribuée à la tradition issue de saint Grégoire.
Quel qu'il en soit, on connaissait effectivement la valeur des neumes sangalliens, à la fin du XIXe siècle :

« ... les textes bénédictins s'appuient sur la copie, conservée au monastère de Saint-Gall, de l'antiphonaire de saint Grégoire qui représente le monument le plus ancien, le plus sûr que l'Église détienne du vrai plain-chant. Ce manuscrit dont des fac-similés, dont des photographies existent est le code des mélodies grégoriennes et il devrait être, s'il m'est permis de parler de la sorte, la bible neumatique des maîtrises. »

— Joris-Karl Huysmans, En route, tome II, p. 310 (1895)

### Redécouverte II, auXXesiècle
Au début du XXe siècle, l'abbé de Solesmes Dom Paul Delatte fit effectuer certes une vaste opération de photos dans les archives européennes. Toutefois, les manuscrits de Saint-Gall restaient toujours les meilleurs. Ainsi, lorsque le manuscrit Laon 239 fut choisi en faveur du Xe tome de la Paléographie musicale en 1909, Dom André Mocquereau précisa que les manuscrits sangalliens demeurent « les documents rythmiques les plus parfaits et les plus intelligibles ».

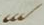
Quilisma sangallien.

En admettant que la restauration de Solesmes fût assez scientifique et meilleure, personne n'était capable de déchiffrer correctement les neumes les plus anciens, y compris ceux de Saint-Gall. Aussi existe-t-il de nombreuses méprises dans l'Édition Vaticane, base de presque toutes les publications au XXe siècle. Par exemple, la forme du quilisma est tellement trompeuse que les exécutants, y compris musicologue Dom Schubiger d'Einsiedeln, considéraient qu'il s'agissait d'un signe exprimant la voix tremblante. Ces erreurs étaient provoquées, parfois sous l'influence de la musique classique.
Après la Deuxième Guerre mondiale, Dom Eugène Cardine, également moine de Solesmes, s'aperçut de plus en plus que les neumes les plus anciens cachaient d'énormes renseignements concernant l'expression et la finesse du chant grégorien, en tant qu'enregistrements écrits. Ce musicologue pratiquait quotidiennement l'exécution liturgique grégorienne avec les neumes sangalliens, plus précisément son graduel neumé personnel. En fondant une nouvelle science – la sémiologie grégorienne – dans les années 1950, l'atelier de la Paléographie musicale se concentrait, à nouveau, sur les neumes sangalliens, soigneusement en comparaison avec d'autres traditions de notation.
Si le chant grégorien rétablit, grâce à cette science, pour la première fois sa propre nature ainsi que ses propres mélodies, il restait une autre difficulté. Il devint évident que ni la notation contemporaine ni celle de carres n'est capable de présenter correctement ces mélodies restaurées. En faveur de l'interprétation exacte, il faut consulter désormais les neumes eux-mêmes. La première solution fut donnée par Dom Cardine, avec la publication de son Graduel neumé personnel en 1966. Puis, une édition critique – le Graduale triplex – fut achevée en 1979, en collaboration avec deux disciples de Dom Cardine auprès de l'AISCGre. Cette dernière est actuellement chargée par le Vatican d'éditer le Graduale novum dans lequel les neumes sangalliens sont toujours indispensables, afin de remplacer formellement l'Édition Vaticane.

### Limite de l'Édition Vaticane
En admettant que l'Édition Vaticane de laquelle la rédaction dura 30 ans soit une publication de bonne qualité, elle n'est plus capable de satisfaire les critères avancés durant ces 110 ans. Si la deuxième commission, à partir de 1913, améliora la situation selon les manuscrits préparés par Solesmes, la première, qui était la responsable du graduel (1908) et de l'antiphonaire (1912), avait subi d'énormes difficultés. En conséquence, Dom Joseph Pothier avait dû reprendre son ancien Liber gradualis, publié en 1883. De surcroît, à cette époque-là, l'idée de l'évolution du chant grégorien (tradition vivante) était soutenue par un certain nombre de musicologues y compris des membres italiens de la première commission.
Ce sont les raisons pour lesquelles cette édition commet de nombreuses méprises, surtout sous influence des manuscrits tardifs ou encore de la musique classique. Ces versions tardives sont, certes, parfois plus agréables pour nos oreilles, par exemple, en raison des demi-tons au lieu de la répercussion. Néanmoins, il ne s'agit plus la beauté réalisée par les compositeurs carolingiens. La mélodie originale, elle-même, est si magnifique que, de nos jours, de nombreux musiciens professionnels n'hésitent pas à participer à son rétablissement, tout comme prévu par Dom Cardine :  

« Il faut reconnaître cependant qu'un musicien moderne ira d'instinct chercher les meilleurs chefs-d'œuvre, et il les rencontrera certainement dans les mélodies originales. Dans ces mélodies il ne trouvera plus seulement des toiles de fond, d'un dessin parfait et de couleurs volontairement neutres, devant lesquelles peuvent être évoqués les sentiments les plus variés, mais un décor pleinement adapté au sens des paroles qu'il s'agit de mettre en valeur. »

— Dom Eugène Cardine, Vue d'ensemble sur le chant grégorien
Les notations sangalliennes sont donc indispensables en faveur de meilleures exécutions.

## Principaux manuscrits

### Trois manuscrits distingués

#### Bibliothèque de l'abbaye de Saint-Gall

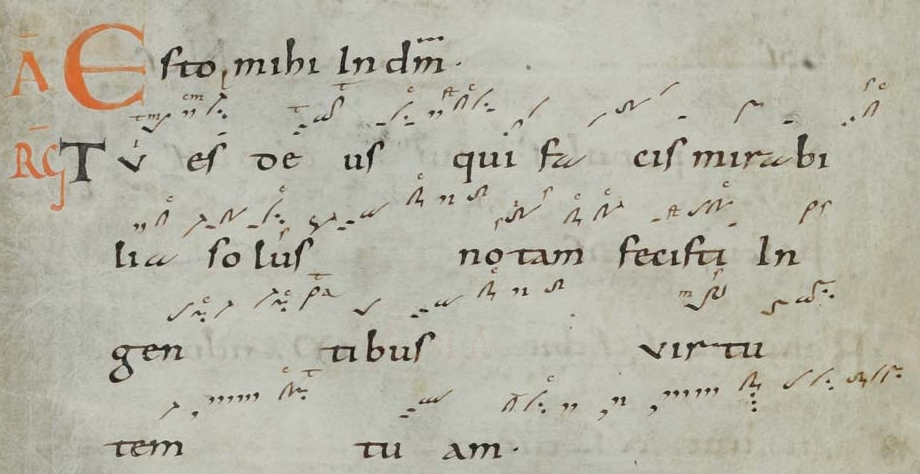
Saint-Gall, manuscrit 359, fol. 61.

- Manuscrit 359, Cantatorium de Saint-Gall[sg 1],[ii 2],[gt 1] [lire en ligne]
Depuis le XIXe siècle, les musicologues apprécient toujours la qualité de ce manuscrit. En faveur de la sémiologie grégorienne, Dom Eugène Cardine aussi le qualifiait : « c'est tout à la fois le plus ancien, le plus parfait et le plus précis des manuscrits de l'école sangallienne »[sg 1]. Dom Daniel Saulnier écrivit récemment : « Son écriture est parfaite, tant pour la précision rythmique que pour la noblesse de la calligraphie ; elle ne sera pas égalée. C'est un aide-mémoire sophistiqué pour le rythme et les nuances d'expression, mais la mélodie continue à relever de la tradition orale »[7]. Comme il s'agit d'un cantatorium, le manuscrit ne compose toutefois de que chants pour les chantres, à savoir solistes[sg 1].
- Manuscrits 390 et 391, Antiphonaire de Hartker[sg 1],[ii 2],[gt 1] [lire en ligne, n° 390] [lire en ligne, n° 391]
Initialement fabriqué en tant qu'un seul volume, ces deux tomes sont considérés comme antiphonaire le plus correct du chant grégorien[sg 1]. De fait, Dom Saulnier effectua la rédaction de l'Antiphonale monasticum, nouvel antiphonaire officiel de l'ordre de Saint-Benoît depuis 2005, à la base de ce manuscrit, au lieu d'une synthèse de plusieurs manuscrits jamais chantée[8].

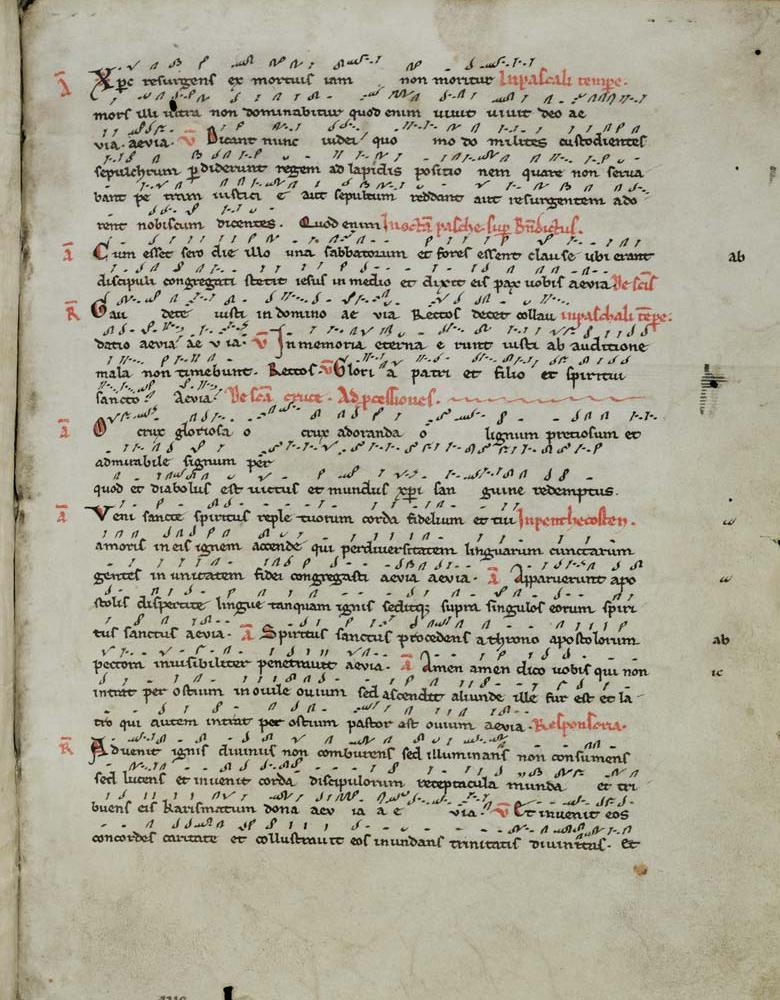
Saint-Gall, manuscrit 391, fol. 9.

#### Bibliothèque de l'abbaye d'Einsiedeln

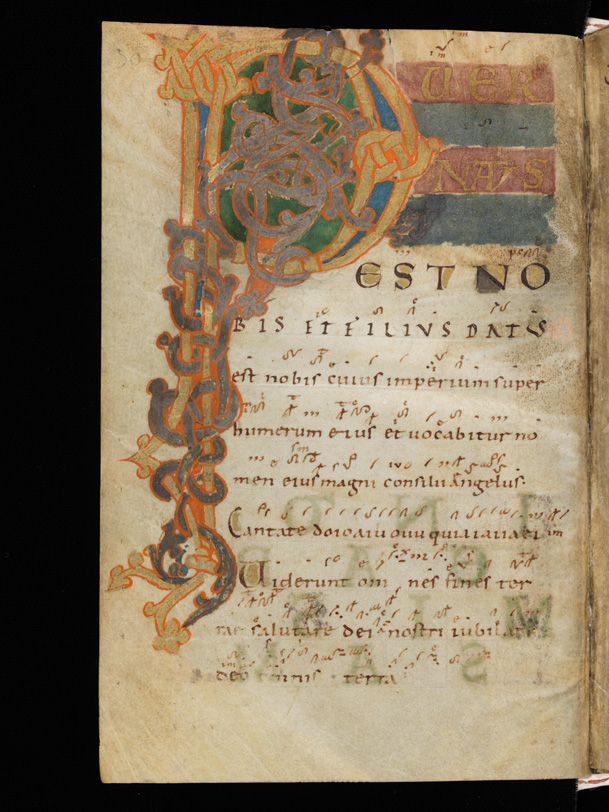
Einsiedeln, manuscrit 121, fol. 30, introït Puer natus est nobis. Manuscrit doré.

Cette bibliothèque de l'abbaye territoriale d'Einsiedeln conserve un graduel complet et de luxe qui demeure précieux en faveur de la restauration. Selon son calendrier, il est certain que le manuscrit fut copié entre 964 et 971. Celui-ci se distingue non seulement de la qualité de neumes mais aussi de la richesse des lettres significatives.
- Manuscrit Einsiedeln 121[sg 1],[ii 2],[gt 1] [lire en ligne]

### D'autres manuscrits

#### Bibliothèque de l'abbaye de Saint-Gall
- Manuscrit 339, antiphonaire vers 1000[sg 1],[gt 1] [lire en ligne]
Ce manuscrit fut choisi par Dom André Mocquereau pour le premier tome de la revue Paléographie musicale en 1889[pc 1].
- Manuscrit 376, graduel au milieu du XIe siècle[gt 1],[ii 2] [lire en ligne]
Manuscrit utile, mais insuffisant en faveur de l'interprétation authentique[ii 3]
- Manuscrit 381, versiculaires pour l'introït et la communion, hymnes, séquences vers 930[ii 2] [lire en ligne]

#### Bibliothèque d'État de Bamberg
- Manuscrit lit. 6, Graduel de Saint-Emmeran de Ratisbonne, vers 1000[sg 1],[ii 2],[gt 1] [lire en ligne]

#### Bibliothèque Herzog August de Wolfenbüttel
- Manuscrit Guelf 1008 Helmust, Graduel de Minden vers 1020[ii 2] [lire en ligne]

## Origine, quatre accents
Ce que des musicologues au XIXe siècle connaissaient exactement, c'était l'origine des neumes sangalliens. Encore une fois, Dom Anselm Schubiger expliquait dans son livre cette origine avec les accents. Mais Théodore Nisard nota et insista, lors de la publication de sa traduction en français en 1866, qu'il avait déjà présenté cette analyse en 1848 et 1849, dans la Revue archéologique.
Les études sémiologiques depuis Dom Eugène Cardine aussi soutient cette origine. À l'époque où le chant grégorien fut composé, les graphies littéraires et celles de la musique étaient parfois identiques. Ainsi, le trigon (∴) était employé pour la ponctuation ou l'abréviation dans les documents d'écriture. Mais, les copistes sangalliens adoptèrent cette graphie en faveur du passage léger et de trois notes successives dont la dernière est toujours un peu plus basse (par exemple, ré - ré - do).
Il n'existait que quatre neumes essentiels issus des accents. Quelle que soit son évolution, d'autres neumes sangalliens ne sont autres que les neumes composés. On peut dire donc que ceux-ci sont assez logiques et même mathématiques.

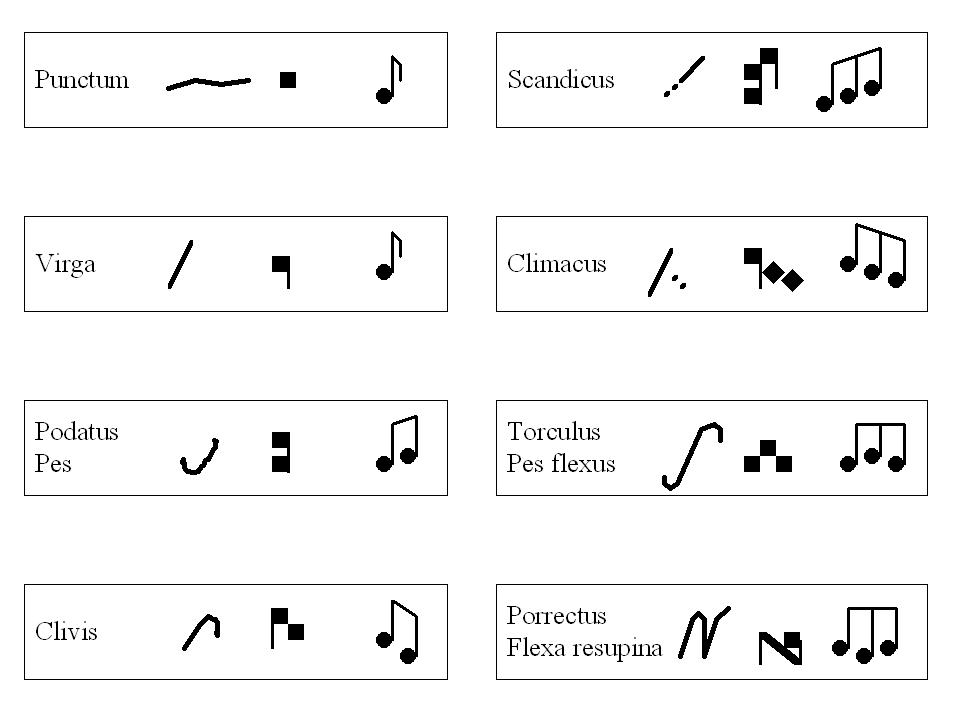

Les neumes essentiels (quatre neumes à gauche) sont :
1. accent grave (accentus gravis) : (‘) → (–) → (•) punctum
2. accent tonique ou aigu (accentus actus) : (′) → (/) virga
3. accent anticirconflexe dans les documents en grec : (v) → (J) pes ou podatus
4. accent circonflexe (accentus circumflexus) : (^) → (r) clivis

Il est facile de comprendre que les quatre neumes à droite ne sont autres que des neumes composés :
1. des punctum (•) + une virga = scandicus
2. une virga + des punctum = climacus
3. un pes + une clivis = torculus
4. une clivis + un pes = porrectus

Une fois combinés, ces neumes obtinrent une immense capacité d'exprimer et de présenter la finesse d'articulation et de rythme, même de longues mélodies du jubilus. D'ailleurs, les copistes employaient quelques graphies littéraires dans les cas particuliers, de sorte que les exécutants puissent chanter soigneusement.
Par ailleurs, chaque neume possède en général sa propre dénomination en latin. Car, en 1908, lors de la publication du graduel de l'Édition Vaticane, le Saint-Siège autorisa officiellement ces termes latins en format de la notation à gros carres.

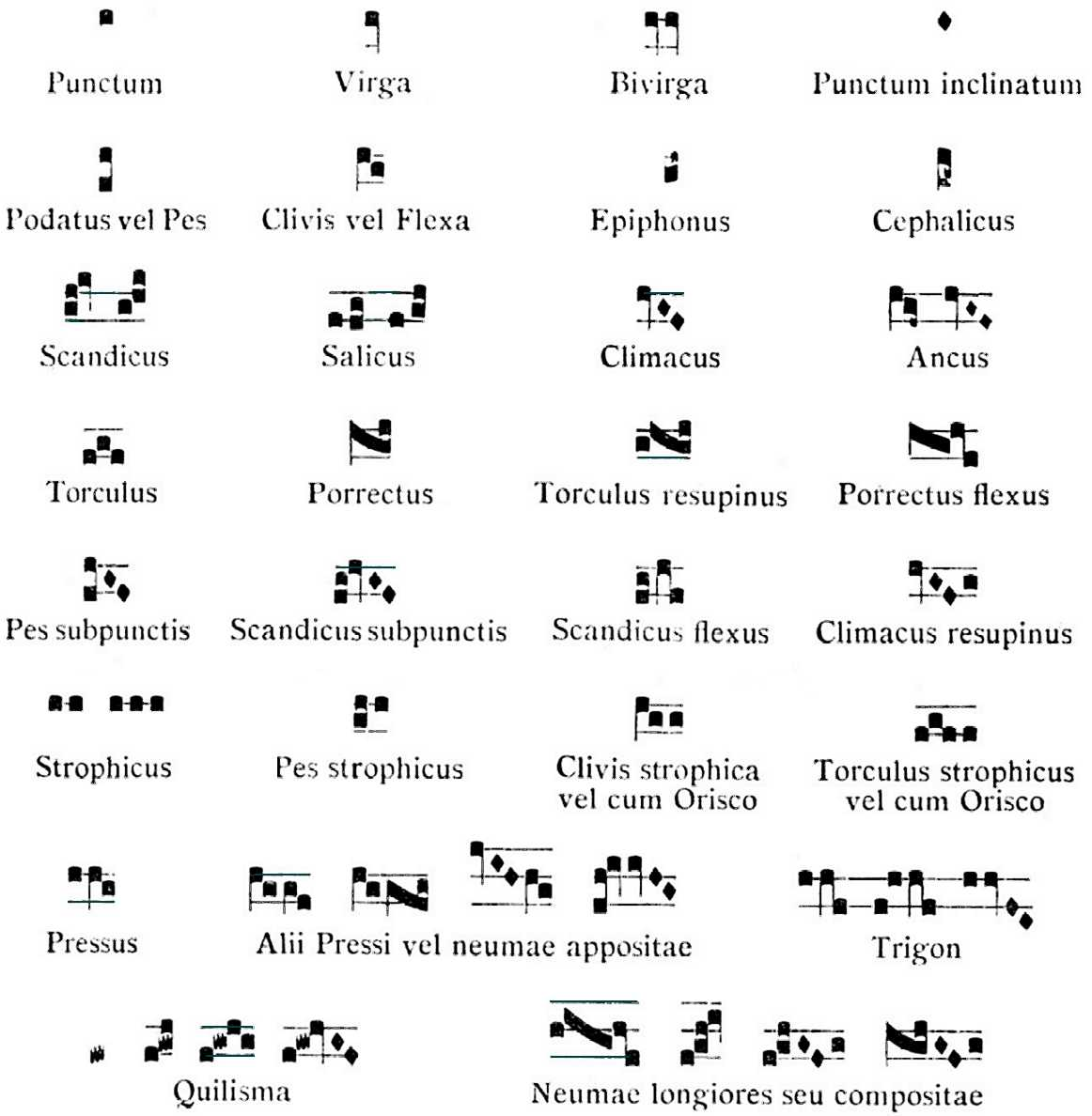

## Types de neumes sangalliens
Après avoir intensivement étudié les neumes de la famille sangallienne, classifia 24 types de neumes Dom Eugène Cardine, moine de l'abbaye Saint-Pierre de Solesmes ainsi que professeur du chant grégorien auprès de l'Institut pontifical de musique sacrée à Rome. Notamment, selon leurs fonctions, le musicologue adopta une triple division : graphies indiquant le mouvement mélodique (no 1 -12), celles qui indiquent l'unisson (no 13 - 17) ainsi que celles qui comportent le signe de conduction (no 18 - 24). Cette classification est admise même de nos jours. Mais, grâce aux disciples de Dom Cardine, un tableau plus précis est disponible, en comparaissant les neumes sangalliens à ceux du manuscrit Laon 239. Voici des textes en faveur d'approfondissement :  
1. Eugène Cardine, Sémiologie grégorienne, Abbaye Saint-Pierre, Solesmes 1978  (ISBN 978-2-85274-020-4) 158 p.
première version en italien en 1968 ; utile même pour les débutants
2. Eugène Cardine, Première année de chant grégorien, cours aux étudiants de l'Institut pontifical de musique sacrée de Rome, Abbaye Saint-Pierre, Solesmes 1996  (ISBN 978-2-85274-183-6) 86 p.
uniquement la base de neumes sangalliens ; mais un texte convenable pour apprendre les renseignements essentiels
3. Luigi Agustoni et Johannes Berchmans Göschl, Introduction à l'interprétation du chant grégorien, Abbaye Saint-Pierre, Solesmes 2001  (ISBN 978-2-85274-203-1) 288 p. [composition du livre en ligne]
première publication en allemand, Gustave Bosse, Ratisbonne 1987  (ISBN 3-7649-2343-1) ; essentiellement destinée aux chefs de chœur, maîtres de chapelle, chantres, solistes

Type de neumes issus de la famille sangallienne, selon le livre Sémiologie grégorienne (p. 4) (voir aussi ses graphies) :
1. (1.1) virga
2. (1.2) punctum / tractulus
3. (1.3) clivis
4. (1.4) pes
5. (1.5) porrectus
6. (1.6) torculus
7. (1.7) climacus
8. (1.8) scandicus
9. (1.9) porrectus flexus
10. (1.10) pes subbipunctis
11. (1.11) scandicus flexus
12. (1.12) torculus resupinus
13. (2.1) apostropha
14. (2.2) distropha
15. (2.3) tristropha
16. (2.4) trigon
17. (2.5) bivirga et trivirga
18. (3.1) oriscus
19. (3.2) virga strata
20. (3.3) pressus
21. (3.4) salicus
22. (3.5) pes quassus
23. (3.6) pes stratus
24. (3.7) quilisma pes

Il est remarquable que tous les neumes no 1 - 12 soient exactement des graphies à la base d'accents. Le signe no 17 aussi est issu de la formé d'accents aigus. Les graphies no 13 - 16 sont des signes d'élision. Enfin, les neumes no 18 - 22 sont classifiés en tant que signes ondulés de contraction. Les no 23 et 24 sont des cas un peu particuliers.

## Interprétation sémiologique
Il y a cent ans, Dom André Mocquereau auprès de l'abbaye Saint-Pierre de Solesmes considérait qu'il existait des évolutions de neumes, notamment pour réaliser la précision de degré, par exemple, dans la tradition aquitaine. Aujourd'hui, la plupart des musicologues n'adoptent plus cette hypothèse. Au contraire, il est probable que les copistes de Saint-Gall avaient intentionnellement développé leur système en faveur du raffinement de l'exécution grégorienne, au lieu de hauteur. Car les études sémiologiques établirent avec certitude que sont les plus correctes les mélodies dans les manuscrits les plus anciens. De surcroît, l'Europe connaissait effectivement la théorie de Boèce que Gerbert d'Aurillac, futur pape Sylvestre II, enseignait à Reims au Xe siècle. Après l'invention de Guy d'Arezzo vers 1030, à savoir la notation en lignes, la précision fut déjà perdue, à l'exception de seuls deux manuscrits, le Graduale Albiense ainsi que le manuscrit 34 de la Bibliothèque capitulaire de Bénévent.
De nos jours, on peut répartir ceux que les exécutants carolingiens chantaient exactement il y a 1 100 ans, si beaux, si artistiques. Dans cette optique, il faut consulter et suivre directement les neumes anciens, y compris ceux de Saint-Gall, tandis que la notation à gros carres n'est autre que celle de solfège.
Actuellement, les méprises de l'interprétation publiées sont tellement nombreuses qu'il est nécessaire de citer encore les mots de Dom Eugène Cardine : 

« Il n'y a pas de méthode Cardine : il y a simplement ce que disent les manuscrits. »

 Comme les explications à la base de la notation à carres sont parfois des contradictions de l'interprétation sémiologique, dans cette section, les liens internes sont intentionnellement évités, notamment sans commettre les erreurs issues de la rythmique grégorienne. En attendant que les liens soient renouvelés d'après la sémiologie, la section suivante se consacre singulièrement sur les neumes sangalliens dont les fac-similés en ligne en tant qu'exemples.  

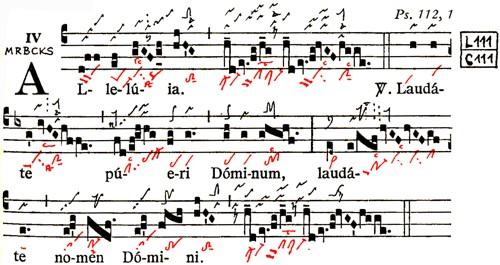
Graduale triplex (1979). Les neumes en rouge sont des copies critiques de ceux du cantatorium de Saint-Gall, fol. 111 (indiqué comme C111). La notation à gros carres est identique au Graduale romanum (1974), issu de l'Édition Vaticane (1908), qui ne respecte pas, tantôt l'articulation des neumes anciens, tantôt la mélodie. Aussi l'interprétation de la notation à carres n'est-elle pas nécessairement correcte, par exemple, « nomen Domini » (voir Sémiologie grégorienne - Élan mélodique). L'édition totalement critique Graduale novum (depuis 2011) du Vatican est en train de résoudre cette difficulté.

Toutefois, si l'on consulte proprement les neumes, l'exécution sémiologique n'est pas difficile. Car, il s'agit de ceux que les moines carolingiens, puis Dom Cardine, pouvaient effectuer quotidiennement :

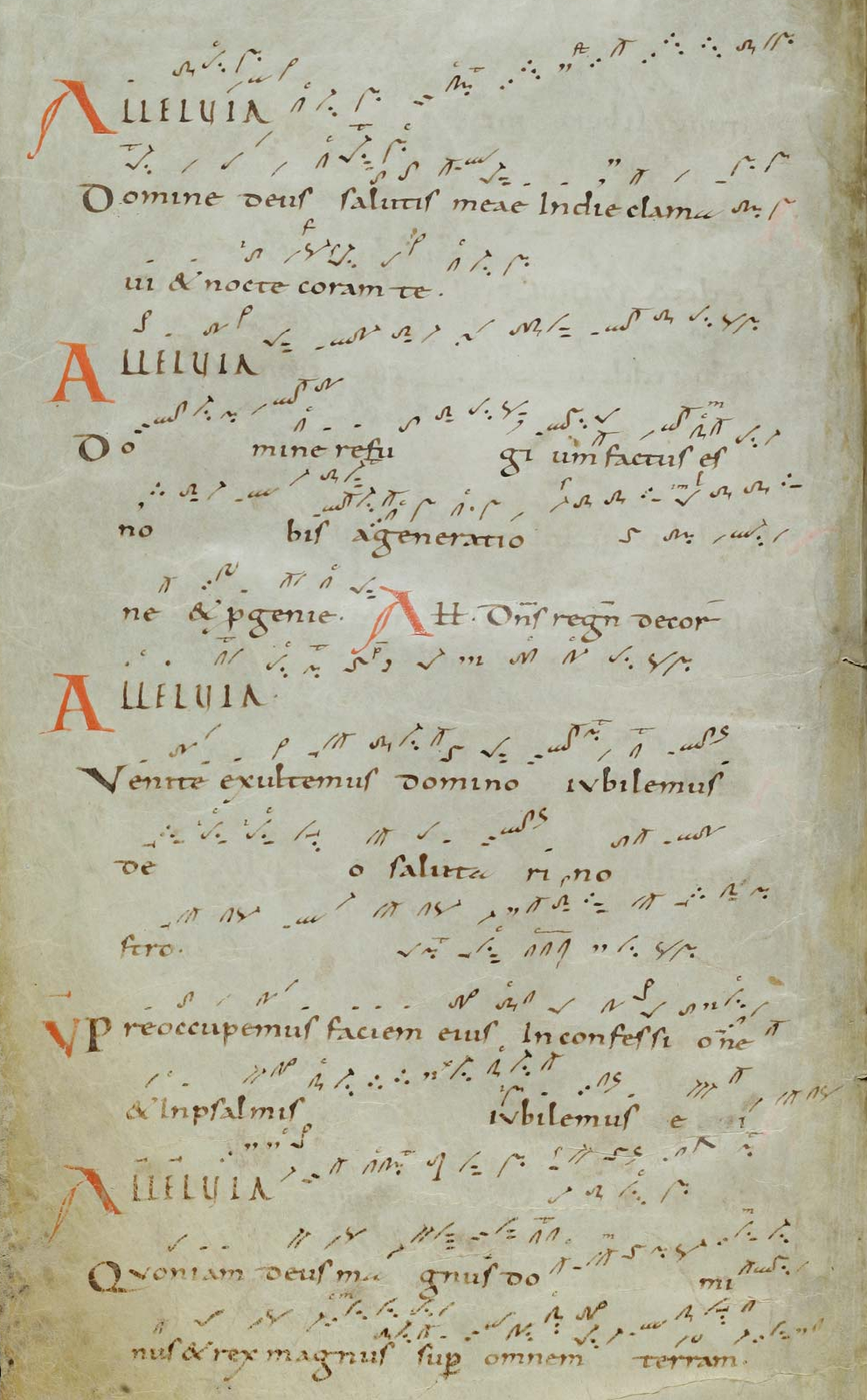
Cantatorium (359), fol. 148, dans lequel se trouvent quasiment toutes les graphies sangalliennes. Il faut être attentif à l'intervalle entre les neumes. À la différence de la musique contemporaine, c'est cet intervalle qui détermine la valeur des notes, et il ne s'agit pas de pause. (Voir coupure neumatique (dans le paragraphe Porrectus flexus (1.9)).)

« L'exécution dérive évidemment de cette science fondamentale. Ce n'est plus le temps de lutter contre le martèlement des notes, si fréquent au siècle dernier. Mais on entend encore trop souvent une égalisation des notes, un « plain-chant » qui contraste violemment avec la variété des signes des premières notations. Pour éviter la monotonie qui en résulte, certains agrémentent leur chant de crescendo et decrescendo, d'accelerando et ritardando hérités de la musique romantique. La vie propre du chant grégorien n'est pas là. Elle est parfaitement figurée par les dessins neumatiques : on y voit une ou plusieurs notes élargies suivies de notes plus légères et fluides en combinaisons de toutes sortes, la force venant colorer les accents musicaux, qu'ils ressortent du texte ou de la mélodie ; ce qui donne au chant une variété indéfiniment renouvelée. En tenant compte assurément du sens des paroles, l'exécutant n'a rien d'autre à faire que de suivre pas à pas les neumes : ils le guideront comme « par la main ». Les anciennes notations sont appelées « chironomiques » : elles justifient pleinement leur nom. La part subjective, inhérente à toute musique vivante, réside dans les proportions données à toutes ces variations de durée et de force : la marge laissée à l'interprète reste encore très large ; mais l'expression ne sera authentique que si elle ne contredit en rien le témoignage des manuscrits. »

— Dom Eugène Cardine, Vue d'ensemble sur le chant grégorien, p. 29

## Caractéristiques de chaque neume sangallien

### Neume monosonique

#### Virga (1.1)
La virga sangallienne (/) indique essentiellement une note isolée et aiguë, mais également une note plus élevée. Donc, celle-ci signale normalement la descente de la note suivante, comme le climacus (1.7) qui demeure dans la même logique.
Toutefois, il faut remarquer que, préférée par les copistes sangalliens, la virga était parfois employée, simplement au lieu du punctum (1.2, d'abord — , puis •) [381, fol. 82]. Dans ce cas, l'idée de copiste était celle de l'ordre mélodique, et il n'y a aucun plan rythmique. Quand bien même la forme de la virga serait plus longue, la valeur rythmique entre la virga et celle du punctum sont donc toujours identiques. « La virga représente une note relativement plus élevée par rapport au contexte mélodique immédiat, antérieur et postérieur ; le tractulus [= punctum] un son plus grave » [121, fol. 386]. Il n'est pas difficile à comprendre ces caractères, lorsque l'on rappelle l'origine de ces deux neumes, l'accent aigu et l'accent grave. C'est pourquoi leur fonction est quasiment identique, à l'exception de degré.
D'ailleurs, la virga peut mettre un épisème, petit trait perpendiculaire, à l'extrémité supérieure. À la suite de la comparaison des manuscrits, les spécialistes s'aperçurent que parfois il ne s'agit autre que de lâcher-de-plume. Mais, il est évident que, dans d'autres cas, les copistes ajoutèrent spontanément cet épisème. D'une part, il s'agit de l'addition, de sorte que l'exécutant puisse rappeler la cadence redondante, à savoir, la fin de mélodie soulignée [390, fol. 20, ligne n° 12, pot-est]. Cependant, si cette cadence est évidente, les virga à la fin de phrase ne mettaient pas d'épisème. D'autre part, la virga épisémée signale parfois une monosyllabe importante, par exemple, « rex (roi) » dans « Ecce rex veniet » [390, fol. 24, ligne n° 15]. Quel qu'il en soit, celle-ci indique toujours la note possédant une réelle importance et un temps un peu augmenté. Ainsi, dans la notation au-dessus du Graduale triplex (Alleluia), la première note de syllabe « ú » s'emploie d'une virga épisémée, étant donné qu'il s'agit d'une note importante en raison de la syllabe accentuée. Toutefois, la notation à carrés ne donne aucune distinction.
Aussi faut-il demeurer plus attentif pour les virga, en comparaison des punctum et tractulus (1.2). En résumé, la virga peut indiquer le sommet absolu de la mélodie. 
La notation sangallienne se distingue encore de sa finesse. Lorsqu'il faut une note isolée et moins importante, au contraire, elle est capable d'en indiquer. Dans ce cas, la virga s'accompagne d'une lettre significative « c » (celeriter = accélération), à la place d'un épisème. La valeur et la durée de note se diminuent, par rapport à une autre note voisine, plus important dans le contexte. Au regard de l'exemple du Graduale triplex, plusieurs climacus (1.7) et d'autres neumes se précisent de cette manière. Comme le chant grégorien n'est jamais une musique battante telles la musique populaire et quelques musiques classiques, cette immense capacité de l'articulation est précieuse.
Encore une lettre significative fonctionne-t-elle en tant qu'épisème. Dans le manuscrit Einsiedeln 121, la virga attribué à la syllabe « rex » s'accompagne d'une lettre « t » (tenete). Cette façon se trouve assez fréquemment, non seulement dans l'exemple de l'Alleluia mais également sur le fac-similé du cantatorium fol. 61 au-dessus.

#### Punctum / Tractulus (1.2)
Comme déjà mentionnée, la fonction du punctum (•), qui signifie point, ressemble à celle de la virga. Certes, celui-ci s'employait plus fréquemment dans le cantatorium de Saint-Gall. Mais en raison d'une difficulté, les manuscrits tardifs préféraient le tractulus (-). En effet, il est difficile que le punctum mette un épisème ou une lettre significative pour la précision de l'expression, quoique le cantatorium n'hésitât pas à utiliser cette façon [359, fol. 92, ligne n° 11]. Pour les exécutants, l'usage du tractulus était plus agréable, si la note s'accompagnait d'une lettre ou graphie significative.
Une particularité se trouve dans la forme du tractulus incliné, appelé gravis (\). À savoir, il s'agit d'une note plus grave. Ce neume peut mettre un épisème [391, fol. 83, tractulus incliné, épisémé].
Le punctum restait cependant dans tous les manuscrits sangalliens, en tant qu'élément du climacus (1.7) et du scandicus (1.8). Car celui-ci était très utile afin de distinguer les notes moins importantes de celles de redondance.

### Neume de deux notes

#### Clivis (1.3)
La clivis ou flexe est un neume composé de deux notes dont la seconde est plus grave que la première. Il est assez probable que l'origine de celle-ci était l'accent aigu et l'accent grave, c'est-à-dire l'accent circonflexe.
Il existe quelques variantes, selon l'articulation. Il est évident, graphiquement, que la clivis essentielle se caractérise de la légèreté des notes, comme sa forme arrondie du sommet. C'est pourquoi celle-ci s'accompagne très fréquemment de la lettre significative « c » (celeriter = accélération), qui indique les notes moins importants. Cette fonction se trouve déjà dans le cas de la virga (1.1) avec un c. Concernant l'exemple du Graduale triplex, l'élan de « pueri » se commence de cette manière (très typique de la mélodie grégorienne), afin de préparer le sommet de la mélodie. Comme cette syllabe « pứ » est accentuée, le sommet se présente d'une clivis épisémée. Cette dernière pouvait être remplacée par une clivis accompagnée d'une lettre « t », d'après la préférence de copiste. (Le copiste du cantatorium fol. 111 utilisait toutes les deux formes. La lettre t allongée et plus grande suggère que celui-ci distinguait ces deux neumes.) Dans ces deux cas, toutes les deux notes sont plus longues et soulignées, effectivement évidentes grâce aux neumes du manuscrit Laon 239, imprimés en noir dans la notation de l'Alleluia. Il ne faut pas suivre l'interprétation fausse d'après la rythmique grégorienne (seule première note épisémée).
Si une clivis se compose de l'accent grave très long (ɳ), celle-ci signifie en général un intervalle d'au moine une tierce. Mais les notes demeurent toujours légères. Une autre variante se trouve fréquemment, mais employée singulièrement en composition. Cette virga liée à un tractulus est normalement suivie de l'unisson, par exemple, do - sol (- sol - fa) [359, fol. 59, ligne n° 5, ad te Domine].

#### Pes (1.4)
Le pes ou podatus () est un neume de deux notes. La seconde note est toujours plus élevée que la première. La forme de la graphie se compose d'un accent grave, assez déduit, ainsi que d'un accent aigu restant long. Celui-ci aussi peut mettre un épisème, comme l'exemple.
Il existe deux formes essentielles. D'une part, il s'agit du pes rond (pes rotundus). D'autre part, le pes carré (pes quadratus) s'emploie très fréquemment (✓). La différence entre deux formes est très efficace, afin de distinguer celle de l'expression mélodique.
Au regard du pes rond essentiel (), toutes les deux notes sont légères, comme son écriture rapide et cursive. Le pes rond épisémé () indique l'importance de la seconde note. Cet élan révélé de la note basse et légère est souvent attribué à un mot important. Donc, il faut être attentif pour le lien intime entre le terme en latin et le neume (On comprend que soit impossible l'exécution du chant grégorien en d'autres langues). Le pes carré (), quant à lui, signifie deux notes longues et soulignées. Si l'écriture est assez solide, il ne faut pas exécuter vigoureusement cet élan. Celui-ci et la clivis épisémée (1.3) se correspondent deux à deux en dépit de la différence considérable des graphies, et donc il est nécessaire que soient longues toutes les deux notes.
Les études sémiologiques identifièrent avec certitude les mêmes valeurs de deux notes du pes quadratus. D'une part, la notation du manuscrit Laon 239 présentent toujours deux longues notes. D'autre part, même le manuscrit sangallien de Bamberg en précise avec deux virga successives indiquant deux longues notes au lieu d'un pes quadratus : exemple, « erepta est » [B lit.6, fol. 9v, ligne n° 19] (✓ et deux pes particuliers) à la place de l'idée traditionnelle mais plus précisée [121, fol. 42, ligne n° 12] (✓ l ✓ e ✓ ; l = levate, élevez ; e = aequaliter, à l'unisson). Ces manuscrits indiquent qu'il s'agit d'un passage important et encore développé.
Dans certains cas, le pes quadratus représente une double fonction importante, musicale et modale. Ainsi, au début de l'introït célèbre de la Nativité Puer natus est, celui-ci est attribué à l'élan sol - ré [121, fol. 30, début, Pu]. Il s'agit de la note finale et du teneur du mode VII, les deux tons essentiels. Donc, ce neume lent détermine et annonce solennellement le couleur et l'atmosphère de la pièce, tout au début. La notation contemporaine ne précise rien.

### Neume de trois notes

#### Porrectus (1.5)
Le porrectus est un neume de trois notes dont la deuxième est plus basse que les deux autres. C'est un neume composé. C'est-à-dire, il s'agit d'une fusion d'une clivis (1.3) et d'un pes (1.4), qui rassemble à l'alphabet N. Plus précisément, il n'est autre que l'union de trois accents : aigu, grave et aigu. Inspirée depuis le Moyen Âge, mais surtout dans l'Édition Vaticane (1908), la notation à gros carres adopte toujours la forme du porrectus sangallien jusqu'ici, mais en précisant les hauteurs de trois notes.
Tout comme d'autres neumes, la graphie essentielle indique trois notes légères. Une lettre significative c était fréquemment ajoutée pour la précision, notamment lorsque plusieurs porrectus se suivent sur des syllabes immédiatement voisines [121, fol. 33, ligne n° 6 - 7, et enim sederunt].
Le porrectus peut mettre un épisème au bout de ce neume. Dans ce cas, il est évident que les deux premières notes sont légères tandis que la troisième est singulièrement longue. Parfois, une lettre c souligne ce contraste. Cette variante s'emploie notamment en composition. Un exemple se trouve dans l'Alléluia au-dessus, dans la deuxième laudate, mais l'Édition Vaticane ne donne aucune articulation.
Pour trois notes longues et successives, il faut distinguer attentivement un porrectus particulier. En général, les copistes sangalliens écrivaient une graphie détachée, une clivis épisémée (1.3) suivie immédiatement d'une virga épisémée (1.1). La comparaison avec le manuscrit Laon 239 permet d'établir toutes les trois notes soulignées. De même, ils utilisaient la graphie composée d'une clivis épisémée ainsi que d'une virga séparée et sans épisème [121, fol. 322, ligne n° 11, ...tur]. Il semble que la séparation fût une manière afin d'éviter l'hésitation, car la plupart des moines suivaient cette façon. Il est vrai qu'il existe quelques exemples non détachés. Mais Dom Cardine considérait que les copistes les aient écrits par erreur.
Par ailleurs, dans l'Édition Vaticane, on constate un nombre considérable de confusions rythmiques, concernant le porrectus. En effet, quelle que soit la variante, elle a tendance à souligner seulement la troisième note, vraisemblablement à cause de la forme du porrectus dans la notation à gros carres (Voir les graphies sangalliennes et celle de la Vaticane. Quoique la forme de cette dernière et celle du porrectus sangallien épisémé soient quasiment identiques, leurs valeurs rythmiques sont différentes.). Ou, la forme détachée de Saint-Gall n'était pas correctement comprise. C'est une autre raison pour laquelle il faut consulter directement les neumes originales. Dans l'exemple du Graduale triplexe, le début du mélisme de l'Alléluia la - ré - mi est évidemment trois notes soulignées selon les neumes sangalliens. Toutefois, l'Édition Vaticane n'allongeait pas la deuxième.
Si les neumes singalliens étaient les meilleurs, le système de Saint-Gall non plus n'avait pas de perfection. Au regard du porrectus, il demeure une ambiguïté. La graphie peut signifier, soit trois notes différentes, soit l'unisson de deux dernières notes. Ainsi, dans le manuscrit du tonaire de Saint-Bénigne de Dijon, fol. 182, ligne no 8, deux porrectus successifs et identiques se trouvent. Toutefois, le copiste écrivit sa notation en alphabet : lkl lkk, à savoir, ré - do - ré et ré - do - do. Il est probable que la précision de degré demeurait toujours secondaire pour les copistes sangalliens.

#### Torculus (1.6)

##### Torculus généraux
Le torculus aussi est un neume de trois notes dont la deuxième est plus élevée que les deux autres.
Très différent de la forme du porrectus (1.5), mais il est facile de comprendre qu'il s'agit de la combinaison, de même, entre un pes (1.4) et une clivis (1.3), formant les graphies S, ʃ.
Surtout, le torculus se caractérise par de nombreuses variantes qui nous obligent à approfondir la connaissance. La forme essentielle indique les trois notes légères, parfois accompagnées de la lettre significative c. Si le dernier trait est plus long, il s'agit d'une descente d'au moins une tierce.
Le torculus mettant un épisème signifie une note légère suivie de deux notes soulignées. L'épisème peut être remplacé par une lettre t tandis que la lettre c au début n'est autre qu'une précision. D'ailleurs, comme le cas du porrectus (1.5), les copistes employaient parfois la combinaison d'un pes léger (1.4) et une clivis épisémée (1.3), à savoir en deux neumes. Quelques copistes soulignaient ce rythme, avec une autre forme du torculus. Comme le pes carré (1.4), son écriture solide au bout signifie les deux dernières notes assez longues et importantes, au contraire de la première, légère [121, fol. 205, ligne n°1 à la tête, resurrexi]. On peut considérer que possèdent la même valeur ce neume et le torculus épisémé normal.
Il faut remarquer ces torculus soulignés, car il s'agit d'un rythme typique du chant grégorien. Placée au début, la première note, plus basse et plus faible, commence l'élan vers le sommet. Cependant, celle-ci était tellement légère, au contraire de l'interprétation de la rythmique grégorienne, qu'il existe une tendance de la disparition de cette note, non seulement dans des manuscrits tardifs mais aussi dans l'Édition Vaticane. Aussi faut-il que soit assez légère la première. Ce phénomène était l'une de premières découvertes de la sémiologie grégorienne, par Dom Cardine,. Bien entendu, les notations qui ne respectent pas ce torculus ne sont pas considérées comme authentiques.
On constate une graphie tortueuse dans les manuscrits, notamment en faveur d'un nombre considérable de cadences. L'écriture douce indique un mouvement très lent pour conclure. D'ailleurs, la caractéristique importante de ce neume est évidente dans une notation, attribuée au terme « Dei » avec une lettre r (sursum, élévation) [121, fol. 87, ligne n° 10].
Les copistes développèrent énormément le torculus. Dans certains cas, la graphie est quasiment horizontale, soulignant l'allongement considérable de la deuxième et de la troisième notes. De plus, même une lettre t allongée était ajoutée, pour la précision particulière [339, fol. 51, ligne n° 6, dextera].

##### Torculus particuliers
Le neume torculus possède encore son rôle important dans la composition du chant grégorien. C'est pourquoi Dom Cardine expliquait en détail les torculus spéciaux dans le texte Sémiologie grégorienne (p. 29 - 34). Il s'agit du caractère dominant du torculus, deux dernières notes importantes. Dom Daniel Saulnier, l'un de ses successeurs auprès de son abbaye ainsi que de l'Institut pontifical de musique sacrée, développa son idée, surtout en profitant des études approfondies de la modalité. En 2005, lors de la session inter-monastique du chant grégorien, le torculus était son sujet principal.   
En résumé, la disparition de la première note est un phénomène caractéristique sur le tolculus particulier. Ainsi, dans l'introït Accipite, il y a trois torculus successifs : celui de passage, torculus normal et torculus cadentiel [121, fol. 258, ligne n° 7, jucunditatem] [B lit.6, fol. 50v, ligne n° 17] (ainsi que le manuscrit Laon 239, fol. 127, ligne no 2). Des manuscrits tardifs n'indiquent que clivis - torculus normal - clivis. Il faudra être effectivement attentif pour ces neumes lors de l'exécution, une fois que l'on aura achevé la publication des éditions critiques, en duplex ou en triplex.

#### Climacus (1.7)
Le climacus est un neume descendant de trois notes. Mais celui-ci est capable de présenter plus de notes. La première demeure toujours une virga (1.1) qui indique qu'il s'agit d'un neume composé.
Pour l'interprétation, la forme essentielle signifie toutes les notes légères. La lettre c peut être accompagnée. Si la première note est une virga épisémée, uniquement celle-ci est longue.
Dans le climacus, le punctum (•) et le tractulus (-) déterminent la valeur des notes suivantes. Ainsi, si la dernière est un tractulus, seulement celle-ci est longue. Afin d'indiquer ce rythme, il ne faut pas nécessairement la lettre c. La forme (/•ıı) présente donc les deux notes légères suivies des deux notes allongées.
Lorsque le climacus se compose d'une virga et seulement des tractulus, il faut que toutes les notes soient soulignées. En effet, l'idée des copistes était le remplacement du premier tractulus (-) par la virga, étant donné qu'il faut indiquer la première note la plus élevée par cette façon. Au contraire, la virga remplace le premier punctum (•) pour le climacus essentiel. Aussi conserve ce neume sa logique.
Puis, les copistes sangalliens bénéficiaient du clivis particulier pour la composition. Ce dernier, employé en tant qu'élément du climacus, indique la première note légère ainsi que la deuxième note allongée. À partir de la troisième, on peut préciser le rythme en distinguant les tractulus des punctum (voir la notation du Graduale triplex au-dessus). Grâce à cette manière, la valeur des notes dans le climacus est effectivement précisée.

#### Scandicus (1.8)
Le scandicus est un neume ascendant de trois notes ou davantage. En tant que neume composé, il existe de nombreuses variations, d'après les copistes sangalliens. À savoir, ils cherchaient leur meilleure façon afin que les chantres puissent exécuter plus correctement leur chant de service. La forme essentielle ne se trouve qu'en composition, donc jamais isolée. Dans la plupart des cas, d'autres éléments remplacent ces punctum et la virga.
Au début de l'exemple du Graduale triplex, Alléluia au-dessus, on employait un scandicus composé de deux tractulus (1.2) dans lequel toutes les trois notes sont longues afin de commencer solennellement cette pièce. L'idée du copiste était identique à la fonction du climacus (1.7) singulièrement composé des tractulus : la virga remplace le dernier tractulus en faveur de la note la plus élevée. Le neume en noir, celui du manuscrit Laon 239, exprime le même rythme. En faveur de quatre notes ascendantes et toujours longues, on peut employer, soit simplement un autre tractulus [359, fol. 63, ligne n° 6, Domino], soit un pes quadratus (1.4) à la place de la virga [121, fol. 96, ligne n° 7, même texte]. Donc, pour le même chant, le copiste du cantatorium de Saint-Gall et celui du graduel d'Einsiedeln ne répartissaient pas la même idée. C'est-à-dire, le système sangallien possédait une flexibilité. Et parfois, les moines écrivaient autrement des virga successives pour les notes longues, tantôt avec virga épisémée, tantôt sans épisème [121, fol. 155, ligne n° 9, benedicte].
Il faut connaître encore un autre type du scandicus. En effet, le pes (1.4) indiquant deux notes ascendantes peut remplacer les deux punctum. Le pes employé est soit un pes normal, soit un pes épisémé. En faveur de ce scandicus, les copistes avaient tendance à s'arrêter avant d'écrire la dernière, verga. Cela signifie l'importance de la deuxième note du groupe, même si le pes manque d'épisème [121, fol. 59, ligne n° 13 (dernière), Statuit]. Une autre combinaison est possible : un tractulus suivi d'un pes, qui indique la première note importante [121, fol. 36, ligne n° 10, Video]. La Vaticane attribuait souvent un épisème vertical à la deuxième note. C'est absolument la première qui doit être soulignée.

### Graphie développée de quatre notes ou davantage

#### Porrectus flexus (1.9)
Le porrectus flexus est un neume composé en faveur de quatre notes ou plus. La forme essentielle n'est autre qu'une combinaison de deux clivis (1.3), ressemblant à l'alphabet M, au lieu du porrectus (1.5) N pour trois notes. En effet, les copistes sangalliens écrivaient fréquemment deux clivis successifs mais séparés à la place d'un porrectus flexus, afin d'indiquer un seul neume. Donc, ces deux manières sont pareilles.
Au contraire, le porrectus flexus est plus utile, lorsqu'il faut préciser la valeur rythmique. Ainsi, les chantres pouvaient constater plus facilement, avec le porrectus flexus composé d'un clivis normal et d'un clivis épisème, qu'il s'agit de deux premières notes légères suivies de deux notes allongées [339, fol. 80, ligne n° 11, auo, ainsi que line n° 10, ex pour six notes].
Pour la première note soulignée, une autre variante s'employait. Une virga épisémée et séparée (1.1) ainsi qu'un torculus (1.6) forment un porrectus flexus particulier [121, fol. 249, pure ligne n° 4, 2e alleluia (lettres L supprimées)].
Cette forme particulière exprime, en effet, la caractéristique des neumes sangalliens. Il s'agit de l'une des découvertes les plus importantes de Dom Cardine, la « coupure neumatique ». À savoir, le musicologue réussit à retrouver une logique principale de la notation sangalienne. La raison pour laquelle les copistes de Saint-Gall séparèrent la virga du torculus peut être effectivement expliquée de la manière de l'écriture : la plume de copiste s'arrêtait après une note importante, avant de recommencer l'écriture, tout comme sa mélodie. De surcroît, les moines ajoutaient l'épisème au bout de neume, en profitant de cette petite pause, par exemple pour le pes (1.4 ), le clivis en composition (1.3 ), et bien entendu en faveur de la plupart des neumes. Mais, il faut savoir que l'addition de l'épisème n'est autre qu'une confirmation, lorsque le rythme est effectivement précisé par ce groupement (coupure neumatique ou « coupure expressive »). Il est vrai que ce système est complètement différent de celui de la notation contemporaine. Pourtant, il est évident que celui de Saint-Gall adaptait à la mélodie, mais plus précisément, au geste du maître de chœur (c'est-à-dire, chironomique) :

« Chaque fois que la plume arrive à une note importante, elle s'arrête après l'avoir écrite et ipso facto la coupe des suivantes. La coupure a donc lieu après la note importante, et non avant, comme nous le ferions en notation moderne. »

— Sémiologie grégorienne, p. 51
Au regard du hauteur, il reste une ambiguïté : parfois, ce neume peut indiquer l'unisson. La mélodie est normalement attribuée à l'élan imitant sa forme, par exemple, sol - fa - la - sol [121, fol. 220, ligne n° 8, Dominus]. De temps en temps, le neume contient l'unisson, telle fa - sol -- sol - fa - fa - ré [121, fol. 222, ligne n° 10, alleluia (-le-)].

#### Pes subbipunctis (1.10)
Il s'agit d'un neume indiquant quatre ou plus de notes descendantes dont la première est plus basse que la deuxième. La forme ressemble surtout au climacus (1.7), mais emploie le pes (1.4) à la place de la virga (1.1), pour la précision de mélodie. Toutefois, ce neume est également considéré comme variante du pes (1.4) suivi de plusieurs punctum ou tractulus (1.2), avec la dénomination de nos jours pes subbipunctis (notamment selon Sémiologie grégorienne) ou pes subpunctis (Édition Vaticane). Bien entendu, les copistes sangalliens n'employèrent aucune dénomination ni définition. Il reste singulièrement les notations. Plusieurs variantes se trouvent dans la notation des Alleluia du cantatorium de Saint-Gall, fol. 148, au-dessus (désormais, indiqué comme C148).
Avec le pes rond, la forme essentielle indique quatre notes légères [121, fol. 88, ligne n° 5, meum] (ainsi que C148, ligne no 5).
Tel le porrectus flexus (1.9), si la première note est singulièrement importante, les copistes employaient un tractulus ou une virga épisémée séparé(e) et suivi(e) d'un climacus, selon la loi de coupure neumatique [121, fol. 22, ligne n° 12, Hodie sci-é-tis, é accentué] (ainsi que C148, ligne no 11, avec les quatrième et cinquième notes soulignées). Dom Cardine remarquait que l'Édition Vaticane ne signale presque jamais la valeur importante de la première note.
D'autres rythmes sont précisés de la même manière du climacus. Avec le pes carré (1.4), toutes quatre notes allongés (C148, ligne no 2, 4) ou les deux notes soulignées suivies des deux notes légères (C148, ligne no 3).
En profitant du pes rond, le copiste pouvait indiquer deux neumes identiques et successives, dont les dernières notes sont uniquement longues, dans le C148, ligne no 10, Deo. Ceux-ci sont suivis d'un autre pes subbipunctis, duquel la deuxième note est singulièrement allongée. Ce dernier peut être remplacé par un pes subpunctis mettant un pes rond épisémé. Il est cependant probable que l'idée du copiste du C148 était l'importance particulière de la deuxième note, avec un tractulus épisémé (1.2), en raison du terme si important Deo. Dans le mélisme grégorien, et surtout le jubilus, les pes subbipunctis se trouvent si fréquemment qu'il faut les connaître correctement.
Encore reste-t-il un neume trompeur, composé d'un pes rond et de deux tractulus. Tel le cas du climacus (1.7) composé de deux tractulus, ce pes rond remplace une virga (note légère) et un tractulus (note allongée) [390, fol. 77, ligne n° 11, magi]. Donc, le neume signifie une note courte suivie de trois notes soulignées, quoique la Vaticane ait tendance à ne pas allonger la deuxième.
Comme cette dernière graphie est réservée à l'élan descendant et présentant trois dernières notes longues, il manque de neume composé d'un pes et indiquant deux notes légères suivies de deux notes élargies. Pour le pes subbipunctis, il existe donc une graphie particulière, à la base d'un torculus (1.6) dont le bout est lié au premier de deux tractulus, signifiant des notes allongées [121, fol. 274, ligne n° 2, aedifica-bo] (ainsi que C148, ligne no 4, Alleluia, no 5, refugi, no 6, nobis). La plume du copiste s'arrêtait, après avoir écrit la troisième note soulignée, avant de recommencer à nouveau l'écriture du dernier tractulus, note longue.

#### Scandicus flexus (1.11)
Au contraire, le scandicus flexus est une graphie indiquant des notes ascendantes de laquelle la dernière est plus basse. Donc, la forme se représente essentiellement du scandicus (1.8) mettant un clivis (1.3) au bout, afin de distinguer ce dernier élan.
Tout comme d'autres neumes sangalliens, la forme essentielle se caractérise de son passage léger, avec ou sans lettre significative c [121, fol. 26, ligne n° 10, fulgebit, n° 13, admirabilis]. Il est facile de comprendre que deux notes allongées sont suivies de deux notes légères, lorsque deux tractulus remplacent ces deux punctum [359, fol. 97, ligne n° 16, Deus].
Il faut rappeler toujours que le clivis épisémé (1.3), trouvé aussi dans le scandicus flexus (C148, ligne no 1), signifie deux notes importantes et allongées, sans commettre l'erreur de l'Édition Vaticane. Avec deux tractulus et le clivis épisémé, ce neume indique toutes les quatre notes allongées alors que la Vaticane ne souligne que les deux dernières dans ce cas [121, fol. 56, ligne n° 1, judicium] (voir aussi C148, ligne no 14).
Avec la loi de coupure neumatique, le scandicus flexus aussi renonçait le scandicus en tant que composant, lorsque seule la première note est importante. Cette fois-ci, il s'agit d'une virga (1.1), séparée et suivie d'un torculus (1.6) [359, fol. 78, ligne n° 6, tu]ou bien un tractulus (1.2) avec un torculus détaché [359, fol. 103, ligne n° 11, Cantemus]. Ce dernier tractulus s'emploie notamment d'un épisème, d'après l'importance de la syllabe accentuée é en faveur de l'interprétation. Donc, il est normal que la plume ait été arrêtée, lorsque le manuscrit était fabriqué.
Il existe une autre forme particulière, employée uniquement en composition. Ce scandicus flexus se compose d'un pes rond (1.4) [121, fol. 99, ligne n° 6, glorificabo], parfois pes rond épisémé [359, fol. 72, ligne n° 1, ejus], et d'un clivis (1.3). Mais, quelle que soit la graphie du pes rond, la deuxième note est toujours la principale et uniquement longue tandis que les trois autres sont légères. En comprenant la logique de la coupure neumatique, il ne faut pas se tromper par la forme de ce neume. D'ailleurs, dans ces deux exemples présentés par Dom Cardine, la plume des copistes s'arrêta de nouveau après avoir écrit le clivis mettant le tractulus épisémé. Par conséquent, la quatrième note est également importante, avec ce clivis particulier en composition.
Grâce au neume du manuscrit Laon 239, la particularité de ce pes dans le contexte de la coupure neumatique est évident. Dans la notation du Graduale triplex au-dessus, le neume de Laon attribué au mot pứeri précise trois notes allongées et successives, si celui-ci manque d'une note. Le neume du cantatorium de Saint-Gall, quant à lui, se compose d'un pes normal et sans épisème ainsi que d'un clivis épisémé, formant un scandicus flexus (). Aussi est-il évident que cinq notes légères sont suivies de trois notes soulignées (la - la - sol), en dépit du pes sans épisème, afin de distinguer cette syllabe accentuée pứ, avec un sommet mélodique. Notamment, la deuxième note du pes, la, cela n'est autre que le teneur de ce mode IV, son principal. Cette note demeure donc la plus importante dans ce neume long, en respactant la découverte de Dom Cardine. L'interprétation sémiologique satisfait confortablement la logique de la composition grégorienne alors que l'Édition Vaticane ne donne aucune précision de l'articulation. (De même, le pes sans épisème suivant, attribué au terme vraiment important Dớminum, indique un véritable sommet, simplement avec une séparation considérable de la note suivante, un punctum. Évidemment, la plume du copiste du cantatorium s'arrêta si longuement, en faveur de cette deuxième note la du pes, teneur ainsi que syllabe accentuée [359, fol. 111, ligne n° 13]. Selon la constitution grégorienne, coupure neumatique, il faut distinguer particulièrement cette note.)

#### Torculus resupinus (1.12)
Mêmement, cette graphie n'est autre qu'un neume composé, d'un torculus (1.6) ainsi que d'un pes carré (1.4) [121, fol. 73, ligne n° 11, medio]. La graphie rassemble à une composition des alphabets S et N (Graduale triplex au-dessus, Domini à la fin), forme impressionnante (‿ʃV). Il est possible que la dernière note soit à l'unisson de la précédente [121, fol. 86, ligne n° 6, (me)-os = mi - sol - fa - fa].
Un exemple composé de cinq notes se trouve dans la notation du Graduale triplex au-dessus, à la fin du mot Dominum. Ce torculus resupinus doit être chanté légèrement, confirmé encore avec une lettre significative c (autre exemple : C148, ligne no 8, Alleluia), quoique l'Édition Vaticane ait faussement ajouté un point à la dernière note. Donc, la graphie sans arrêt ne contient aucune note importante, malgré le composant du pes carré. (Cette copie de neume ne respecte pas correctement la graphie de torculus resupinus sangallien. Il faut écrire un pes carré au lieu de pes rond, comme l'alphabet M.)
Le neume conserve sa forme originale dans certains cas. Lorsque la quatrième note est singulièrement longue, il n'y a aucune difficulté. La plume des copistes s'arrêtait au bout, et ils y ajoutaient un épisème [359, fol. 58, ligne n° 14, non]. Quand bien même l'emploi serait assez rare, la forme ouverte indiquant la durée allongée se trouve par exemple dans le cantatorium, accompagnée d'un épisème ou d'une lettre significative. Il est évident que, quelle que soit sa forme, ce neume garde la composition constituée du torculus et du pes carré [359, fol. 58, ligne n° 13, Domine] [359, fol. 90, ligne n° 5, pedes]. Cette variante signifie toutes les quatre notes soulignées.
Au contraire, on constate, comme d'autres neumes longs (1.9-11), que ce torculus doit être divisé en deux, selon quelques rythmes. Évidemment, si la première note est uniquement longue, le neume est désuni en deux, une virga (épisémée) et un porrectus (1.5) ou un tractulus (1.2) et un porrectus, d'après la loi de coupure neumatique [121, fol. 336, ligne n° 10, resistere, ainsi que, ligne n° 11, fecisti]. Cette séparation remarquait donc aux chantres l'importance de la première.
Il faut être attentif, lorsqu'un torculus (1.6) particulièrement épisémé est suivi d'une virga [121, fol. 147, ligne n° 1, Lætare] (ainsi que C148, ligne no 1, à la fin). Visiblement, la troisième note est allongée, avec cet épisème et une séparation. La virga, remplaçant la quatrième note du toruculus resupinus original, aussi doit être soulignée, tels quelques neumes précédents. Aussi ces deux éléments indiquent-ils deux notes sans importance suivies de deux notes allongées.
À mesure que les neumes sangalliens se développèrent, la composition de neumes longs devint plus compliquée. Dans le dernier cas, la première note légère suivie de trois notes importantes, il existe plusieurs manières avec hésitation des notateurs de Saint-Gall. De fait, le même copiste employait parfois d'autres façons, sans règle concrète. Au contraire, le manuscrit Laon 239 emploie toujours et uniquement un pes léger et un pes long pour cet élan, en ajoutant une lettre significative t à la deuxième note. Certes, les copistes sangalliens aussi écrivaient parfois le pes rond et le pes carré (). L'arrête de la plume après la deuxième note indique effectivement les dernières trois notes allongées. Toutefois, il semble qu'ils ne fussent pas nécessairement contents de cette façon. Ainsi, dans l'Édition Vaticane (graduel), « tribuisti ei » et « labiorum ejus », la mélodie est entièrement identique. Les mots ei et ejus se commencent avec un torculus resupinus ré - fa - mi - fa. Le Laon 239 attribue à ces syllabes deux sortes de pes parfaitement identiques alors que les neumes sangalliens sont très variés. Le copiste du cantatorium, plus ancien, écrivit d'abord un seul torculus resupinus allongé avec une lettre m ainsi qu'un épisème à la fin, puis, un pes rond épisémé et un pes carré épisémé [359, fol. 52, ligne n° 14 et 16, ei et ejus]. Le graduel d'Einsiedeln emploie, au contraire, un pes rond avec m et un pes carré, ensuite un toculus resupinus avec une lettre t [121, fol. 70, ligne n° 2 et 3]. On peut considérer que, dans ce cas, le pes carré fonctionne avec son propre rythme, tout allongé, quand bien même cette fonction ne serait pas conservée pour toculus resupinus essentiel. Au lieu de lettre t, les copistes employaient parfois un épisème long. Enfin, il existe une autre variante, reproduction en un seul trait d'un pes rond et d'un pes carré. Mais il est difficile à deviner correctement ce rythme, avec cette variante. Les meilleurs manuscrits, tel le cantatorium et Einsiedeln, ne l'employaient pas.

### Graphie comportant un unisson

#### Stropha (2.1)
Ce neume de petite taille s'appelle apostropha, qui est évidemment l'origine de apostrophe, ainsi que stropha, strophicus. Cette graphie était issue des documents littéraires anciens, employée pour l'élision d'une voyelle, tout comme aujourd'hui. Avec d'autres signes, les notateurs de Saint-Gall l'adoptèrent en faveur de leur notation.
Si la stropha ne s'employait pas singulièrement, cette graphie signifiant une note très légère se trouve normalement au début de groupe de ces graphies et il s'agit fréquemment d'une note plus basse (par exemple, cantatorium de Saint-Gall, fol. 148 au-dessus (désormais indiqué comme C148), ligne no 2).
Il s'agit du neume signalant en général l'unisson. Ainsi, lorsque l'apostropha suit immédiatement un autre neume, celle-ci rappelait aux chantres l'unisson de la note précédente. Par exemple, dans une mélodie d'Einsiedeln, le copiste employait cinq fois les apstrophæ suivant directement d'autres neumes (deux clivis (1.3) et trois torculus (1.6)) en précisant l'unisson [121, fol. 63, ligne n° 8 - 11, et ... Domine, ... omnia ... dirigebar, ... habui.]. L'Édition Vaticane commit de nombreuses confusions y compris au regard de cette mélodie, à cause des manuscrits tardifs. Le cantatorium de Saint-Gall se distingue surtout de cette manière de précision.
Par ailleurs, les copistes préféraient la stropha épisémée, afin de remarquer la dernière note de ce groupe (C148, ligne no 12 et notamment 13). Tantôt, sa fonction n'est autre que cette signification et il n'y a aucune distinction rythmique particulière en dépit de son épisème. Tantôt, l'épisème signifie une très petite pause de la plume de copiste, accordée à la mélodie, selon la coupure neumatique. La comparaison avec le Laon 239, rythmiquement plus précisé, est en général utile pour identifier la nature d'une stropha épisémée, en profitant du Graduale triplex. Ce neume épisémé s'emploie également afin de permettre l'articulation complète de la syllabe (accentuée), en préparant la syllabe suivante [121, fol. 57, ligne n° 4, nó-mini] [359, fol. 49, ligne n° 12, inimí-cus]. Donc, il faut être toujours attentif à la liaison intime entre le texte et la mélodie.
Un autre emploi extraordinaire de la stropha épisémée se trouve dans quelques longs neumes, et entre deux mouvements descendants. Elle fonctionne en tant que note de ponctuation, à la fin du climacus (1.7) avant que ne s'y ajoute un léger ornement final. Il s'agit d'une note, bien entendu à l'unisson de la note précédente, concluant l'ample mouvement du premier élan descendant avec cet unisson, ainsi que la préparation du deuxième [359, fol. 52, ligne n° 3, tuam] [121, fol. 67, ligne n° 12, même mélodie]. Par conséquent, la taille de la graphie de stropha est parfois plus grande que l'écriture normale. Dans le cantatorium, cette manière ne fut pas encore habitude (à savoir, parfois sans épisème) alors que les copistes d'Einsiedeln respectaient parfaitement et aisément cette façon.
De même, le copiste d'Einsiedeln employait une stropha épisémée après un clivis (1.3) composant le scandicus (1.8), pour souligner l'importance du do [121, fol. 23, ligne n° 5, videbi-tis] alors que celui du cantatorium utilisait un porrectus (1.5) [359, fol. 36, ligne n° 15, même mélodie]. D'ailleurs, tous les deux manuscrits adoptaient ce système de stropha, en faveur de cette mélodie, identique, attribuée à un autre texte [359, fol. 38, ligne n° 3, ute-ro] [121, fol. 25, ligne n° 4, même mélodie]. Sa double fonction : d'une part, à l'unisson de la note précédente, d'autre part, ponctuation tout comme la virgule dans les textes littéraires.
Cette double fonction se trouve également, dans l'exemple C148 au-dessus, à la ligne no 8, Alléluia. La plume du copiste s'arrêta légèrement, à la suite de cette apostropha.

#### Distropha (2.2)
La distropha, stropha doublée, non plus, n'emploie pas isolement. Elle se trouve, soit avec d'autres strophæ [121, fol. 24, ligne n° 12, dixit] (ainsi que, de nouveau, C148, ligne no 2), soit dans le neume composé (C148, ligne no 1). La distropha peut d'ailleurs commencer un élan composé de plusieurs neumes [121, fol. 68, ligne n° 1, videbi-tur].

#### Tristropha (2.3)

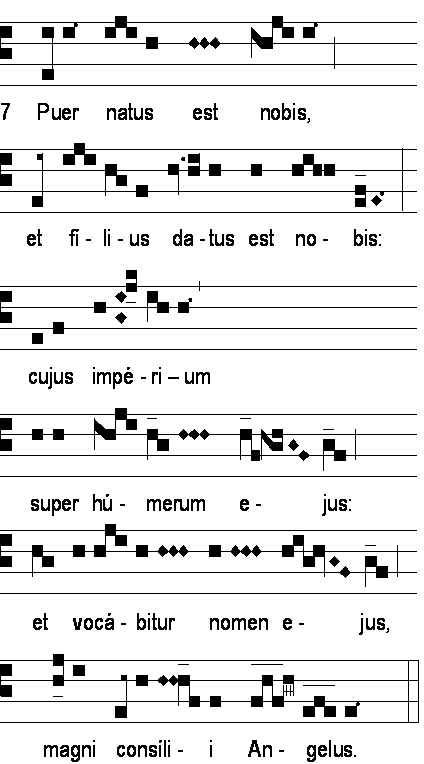

La tristropha est un neume grégorien composé de trois strophicus (2.1), indiquant trois notes très légères et à l'unisson.
Dans le chant grégorien, la tristropha s'emploie assez fréquemment. Ainsi, elle se trouve au début de l'introït célèbre Puer natus est [121, fol. 30, ligne n° 3, est et le reste]. De plus, celle-ci est capable de se rencontrer isolée, c'est-à-dire attribuée singulièrement à une syllabe [121, fol. 39, ligne n° 5, 6 et 7, me-dio, Ecclesi-æ et a-pe-rut], au contraire de la stropha (2.1) ainsi que de la distropha (2.2).
Dans les manuscrits sangalliens, jusqu'à six strophæ successives s'employaient. Ainsi, sur le folio 61 du cantatorium de Saint-Gall au-dessus, deux fois de six strophæ étaient écrites, avant la conclusion mélodique. Les manuscrits tardifs, notamment la version de l'ordre des Prêcheurs, ont tendance à supprimer et à économiser ces notes à l'unisson, jusqu'à deux notes au maximum.
Au regard de l'interprétation, ces neumes indiquent des notes légères et fines, à l'unisson, selon la comparaison des manuscrits, notamment avec ceux du manuscrit Laon 239. L'objectif des copistes était exprimer effectivement qu'il ne s'agit autre que du passage, même lors du sommet de la mélodie [359, fol. 60, ligne n° 7, rota], en précisant graphiquement le nombre de notes. Si, dans le chant grégorien, chaque note est toujours délicatement nuancée au contraire du plain-chant, les strophæ doivent être chantées comme notes égales, en tant que passage. Plus précisément, il s'agit des neumes de répercussion. Parfois, l'Édition Vaticane modifiait la nuance, d'après des manuscrits tardifs. Ainsi, on pourrait chanter une mélodie de celle-ci en manière de division, 2 + 2, avec deux punctum normals et un pes, telle la notation de Bamberg [B lit.6, fol. 65r, ligne n° 16 et 17, obliviscaris voces] (distropha et pes rond, à savoir ² + 2). Toutefois, si l'on consulte les manuscrits les plus anciens y compris le Laon 239, ils présentent qu'il s'agit évidemment de deux tristraphæ suivies d'une note un peu plus importantes (³ + 1) [121, fol. 324, ligne n° 7 et 8, obliviscaris voces].
Encore existe-t-il des exceptions. S'il s'agit de l'unique cas où il y a deux tristrophæ successives en composition, elles ne sont pas, sans aucun doute, les notes égales (″² ″²) [359, fol. 74, ligne n° 10, Domine]. Les troisièmes notes épisémées doivent être légèrement longues, car le Laon 239 attache exactement à ce passage quatre lettres significatives c t c t. Il s'agit d'un exemple pour expliquer que les chantres carolingiens ou grégoriens étaient capables d'exécuter extraordinairement la finesse d'articulation, en tant que soliste, en faveur du premier sommet de la musique occidentale. Dans une notation d'Einsiedeln, la lettre significative x (exspectate : attendez) fonctionne aisément, avec la stropha épisémée, afin de déterminer musicalement la structure d'un long mélisme [121, fol. 58, ligne n° 1, jubilate]. Ces notes un peu plus importantes et allongées préparent de nouveaux élans suivants, en construisant une immense amplification de mélodie, montée vers le sommet, mais toujours fines. Encore une fois, il faut admettre que le chant grégorien est une musique énormément développée. Afin de rétablir cette finesse, il faudrait de nos jours des musiciens professionnels, tels quelques chantres particulièrement distingués.
Il est évident que non seulement les copistes sangalliens mais également ceux du Laon 239 distinguaient strictement le rythme de la tristropha alors que l'Édition Vaticane ne faisait pas d'attention (Puer natus est). Une solution fut trouvée par les moines de l'abbaye Saint-Pierre de Solesmes sous la direction de Dom Joseph Gajard et présenté dans leur Antiphonale monasticum publié en 1934. Inspirés de la forme des strophæ sangalliennes, ils inventèrent en effet de nouvelles notes adaptées à la notation à gros carré (voir p. xii au début (pdf)). Sans difficulté musicale ni ambiguïté, cette manière sera dorénavant recommandée.
Il est important à rétablir les strophæ, notamment la trisrtopha, car parfois les manuscrits tardifs et même la Vaticane ont tendance à remplacer ces neumes de répercussion par un demi-ton en tant qu'ornement, en dépit de la composition originale. Il faut rappeler que le chant grégorien original était essentiellement anhémitonique manquant de demi-ton.  

#### Trigon (2.4)
Le trigon est une graphie, initialement employée dans les textes littéraires, en tant que signe de ponctuation ou d'abréviation. De nos jours, il s'agit notamment de la typographie, par conséquent en mathématique. La forme du trigon est si trompeuse que des manuscrits tardifs ainsi que l'Édition Vaticane commettaient de nombreuses méprises, en adoptant l'élan tel le torculus (1.6). Dom Cardine corrigea entièrement cette erreur, avec des comparaisons des manuscrits.
Il s'agit de deux notes à l'unisson suivies d'une note un peu plus basse. D'une part, le manuscrit Laon 239, qui n'employait jamais cette graphie, indique visiblement cet unisson. De plus, d'autres traditions tel le graduel de Chartres 47 aussi supportent avec certitude l'unisson. D'autre part, de nombreuses comparaisons dans la famille sangallienne, assez intéressantes, présentent un alternatif évident. Alors que les copistes du manuscrit Einsiedeln 121 préféraient quasiment toujours le trigon, ceux du cantatorium de Saint-Gall l'employaient principalement. Dans le graduel de Bamberg, l'usage du trigon était moins fréquent. De fait, les notateurs sangalliens écrivaient soit le trigon, soit la distropha suivie de la stropha (”,). Les manuscrits expriment que ces deux manières étaient parfaitement pareilles :
texte : Melchisedech [359 (C), fol. 47, ligne n° 16] (∴'²) ; [121 (E), fol. 56, ligne n° 6] (∴'²) ; [(B), fol. 12r, ligne n° 17] (∴")
texte : tuam [(C), fol. 85, ligne n° 1] (∴'²) ; [(E), fol. 164, ligne n° 12] (∴'²) ; [(B), fol. 32v, ligne n° 2] (",")
texte : tuam [(C), fol. 61, ligne n° 8] (",") ; [(E), fol. 88, ligne n° 11] (∴'²) ; [(B), fol. 18r, ligne n° 16] (",")
Aussi le trigon possède-t-il la même valeur rythmique et musicale des strophæ. Celui-ci doit être chanté légèrement, quelle que soit sa position, même au sommet d'une mélodie. Cette caractéristique est confirmée, grâce à la comparaison avec le Laon 239.
La graphie se caractérise également en tant que composant non isolé. En général, celle-ci suit une ou plusieurs notes, et notamment se trouve dans le mélisme tel l'exemple C148 au-dessus (cantatorium, folio 148, qui compte 11 trigon). Il existe cependant quelques exceptions, qui coïncident avec l'attaque d'une syllabe accentuée [359, fol. 62, ligne n° 12, libe-rá-vit].
S'il s'agit d'une graphie symbolique de la légèreté, il y a quelques variantes rythmiques. En raison de deux premières notes à l'unisson, ou plus précisément répercussion, c'est normalement la troisième qui peut être modifiée (par exemple, C148 au-dessus, ligne no 6). Mais, l'allongement léger de la deuxième note est aussi possible [359, fol. 76, ligne n° 16, tu-o] [121, fol. 70, ligne n° 13, sæcu-li] (accompagnée lettre significative t). Concernant la troisième note, il ne faut pas confondre l'allongement avec l'indication de degré. En effet, lorsqu'un trait incliné (qui s'appelle gravis) s'emploie, celui-ci signifie une descente mélodique d'au moins une tierce, et non prolongement [359, fol. 145, ligne n° 10] (1er trigon = allongement ; 2e = descente).
Au regard de hauteur, le trigon se construit sur au moins, mais très fréquemment, un ton plein, et non un demi-ton. Aussi ne s'agit-il pas de neume exprimant le demi-ton.
Il faut savoir que le trigon aussi respecte la loi de la coupure neumatique. Ainsi, une mélodie du cantatorium souligne doublement ce phénomène avec l'allongement et l'épisème des dernières notes de la série de trigon [359, fol. 119, ligne n° 4, Dominus]. Toutefois, le copiste d'Einsiedeln n'ajoutait rien, pour le premier et le troisième trigon de la même mélodie [121, fol. 261, ligne n° 13, même mélodie]. Afin de déterminer, il faut les comparer avec le Laon 239 : les troisièmes notes sont toujours importantes. Donc, le notateur d'Einsiedeln indiquait cette importance, quasiment a priori, en arrêtant sa plume. De même, dans l'exemple C148 au-dessus, il faut ajouter un peu de valeur à la dernière note, si celle-ci n'est pas immédiatement suivie de la note suivante. À savoir, il s'agit d'un délicat prolongement de note, et non petite pause, afin de structurer le groupement de long mélisme, au lieu du rythme mesuré de la musique contemporaine.
En résumé, en dépit de sa graphie impressionnante, la valeur et la fonction du trigon rassemblent à celles des strophæ. Aussi, lorsque le trigon demeure à l'articulation syllabique, sa troisième note est-elle parfois soulignée en faveur d'une bonne prononciation, telle l'apostropha épisémée (²) [359, fol. 79, ligne n° 10, bá-cu-lus].

#### Bivirga et trivirga (2.5)
Alors que les neumes précédents (2.1 - 2.4) sont ceux qui expriment la légèreté et la finesse, la bivirga et la trivirga sont les graphies pour les notes importantes à l'unisson. Comme celles-ci s'emploient quelle que soit la hauteur, il n'existe pas de bipunctum dans la notation sangallienne. Les graphies se caractérisent de la position horizontale des virga (1.1). Au contraire des strophæ au-dessus, les copistes employaient principalement la bivirga en raison de sa gravité suffisante, et l'emploi de la trivirga est moins fréquent. De surcroît, ils n'écrivirent jamais plus de trois virga successives sur la même syllabe.
La plupart des bivirga ainsi que trivirga dans le cantatorium de Saint-Gall s'accompagnent entièrement de l'épisème (C148 au-dessus). Toutes les notes y sont soulignées. En revanche, le manuscrit Einsiedeln 121 manque en général d'épisème, quand bien même ses virga posséderaient la même valeur. Car, celui-ci distingue particulièrement les notes plus importantes : lorsque ces neumes sont épisémés dans ce graduel, il s'agit des notes remarquées, par exemple, la syllabe accentuée [121, fol. 39, ligne n° 10, ín-duit].
Donc, quand ces neumes apparaissent dans la notation, il faut vérifier attentivement quel terme et quelle syllabe sont attribués à ceux-ci. En effet, ils sont très fréquemment liés aux règles principales de la composition du chant grégorien.
Comme déjà constatés au-dessus, ces neumes, notamment la biverga, peuvent être d'abord attribués à la syllabe accentuée. Surtout, la biverga souligne solennellement le premier accent verbal d'une pièce ou d'une incise, quelle que soit la position de la syllabe accentuée [121, fol. 2, ligne n° 7, Dóminus] [359, fol. 58, ligne n° 1, Timébunt] [121, fol. 291, ligne n° 3, Desidérium].
Bien entendu, ces virga successives distinguent les mots importants, et surtout théologiquement : [C148 au-dessus, ligne no 15, Deus magnus] [390, fol. 33, ligne n° 15, Deus] [121, fol. n° 319, ligne n° 1, Omnes]. Parfois, deux bivirga successives sont respectivement attribuées à deux syllabes consécutives [121, fol. 247, ligne n° 1, lætus] [359, fol. 86, ligne n° 12, me fac]. Il s'agit d' « une excellente façon de souligner un mot important », car les fidèles peuvent en entendre clairement et exactement. Cette manière fonctionne davantage, lorsque deux voyelles identiques se succèdent [121, fol. 62, ligne n° 3, testimo-ni-is]. Alors que la bivirga réalise effectivement la séparation de ces voyelles afin que les fidèles puissent éviter leur malentendu, parfois l'Édition Vaticane commettent des méprises en attribuant cette répercussion à une seule syllabe. Il faut souligner que la Renaissance carolingienne promue par Charlemagne était un mouvement culturel extraordinaire.   

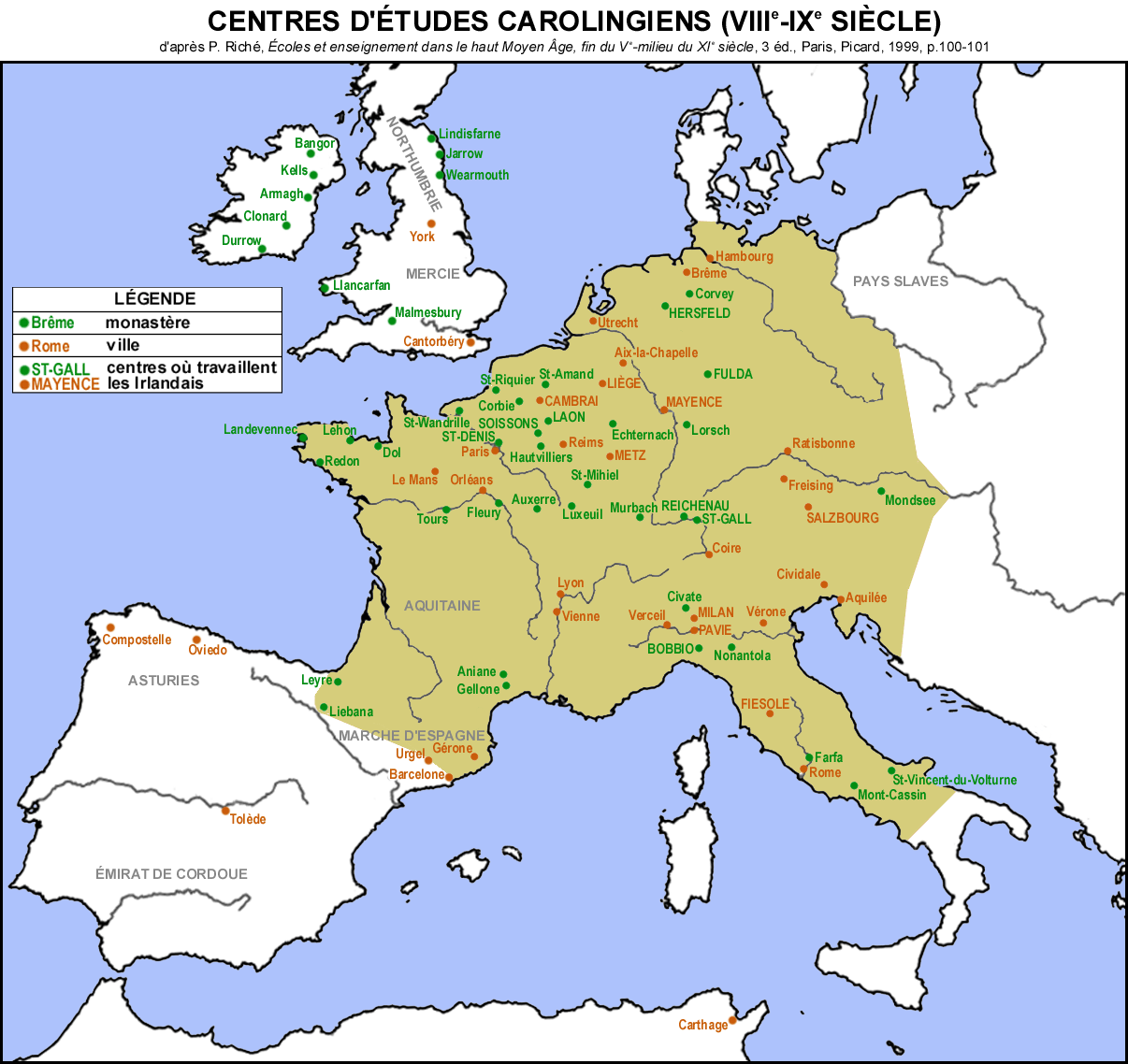
Centres d'études carolingiennes, à l'époque où fut composé le chant grégorien. L'abbaye de Saint-Gall était située au centre de ce royaume de Charlemagne.

Encore possède la bivirga une autre fonction liturgique et musicale. Lors du début de la cantillation, à savoir lecture chantée de la bible, elle détermine le mode, normalement sur un degré important fa ou do [359, fol. 30, ligne n° 13, et (&)] [359, fol. 74, ligne n° 3, et (&)].
Il s'agit en outre d'un composant musical, singulièrement. Dans l'exemple C148 au-dessus, une bivirga se trouve au milieu d'un long jubilus, à la ligne no 14. Il est rare que la trivirga soit employée dans le mélisme, mais il existe quelques exemples [359, fol. 104, ligne n° 3 et 11, illi et est].
D'ailleurs, la trivirga se caractérise d'une fonction particulière, en tant que formule finale, si l'usage n'est pas nombreux [121, fol. 65, ligne n° 1 et 2, re-cti cor-de].
En bénéficiant du système sangallien, les copistes évoluèrent la fonction de la bivirga en tant que neume composé. Par exemple, si celle-ci suit une note légère et plus basse, la première virga peut être remplacée par un pes rond (1.4) en formant une variante (J /) [121, fol. 255, ligne n° 6, hoc]. Dans ce cas, la valeur importante des deux notes à l'unisson est assurée, selon la loi de la coupure neumatique, c'est-à-dire intervalle entre le pes et la virga, au lieu de l'épisème. Par ailleurs, l'élément essentiel, virga, facilitait la combinaison avec le climacus (1.7) [121, fol. 88, ligne n° 2 et 3, Deum et refu-gi-i].
Il reste un cas particulier et problématique. Dans quelques manuscrits sangalliens, il existe des bivirga présentant fa - fa. Toutefois, le manuscrit Einsiedeln indique des pes quadratus (1.4) possédant le même rythme mais mi - fa (à savoir, demi-ton) [121, fol. 325, ligne n° 3, Protec-tor] [121, fol. 164, ligne n° 4 bis et 5, me-us et for-titudo] et le Laon 239 aussi soutient l'Einsiedeln. Il n'est pas certain lequel fût original. En général, un demi-ton a tendance à remplacer une répercussion, fa - fa ou do - do. Mais le Laon et l'Einsiedeln sont plus anciens et plus corrects. Ce phénomène reste énigmatique. Quoi qu'il en soit, la Vaticane subit toujours sa confusion entre le pes carré et la bivirga, faute de critère concret.

### Neume comportant un signe de conduction

#### Oriscus (3.1)
L'oriscus est une graphie particulière qui remplace d'autres neumes au-dessus, afin d'indiquer plus efficacement la caractéristique de la mélodie aux exécutants. Il s'agit également du composant des neumes suivants (3.2 - 3.5 ainsi que 3.7).
Celui-ci aussi s'employait, initialement, dans les documents littéraires en tant que signe de contraction. La forme détachée (isolée) ressemble à l'alphabet (s) tandis que celle de composition devient horizontale (~). Ainsi, cette dernière était employée comme Dñum (= Dominum), Dñe (= Domine). On constate facilement que cette lettre reste en usage dans la langue espagnole, issue du latin vulgaire.
La première et essentielle fonction de l'oriscus est indiquer une note attribuée à une syllabe, à l'unisson de la note précédente, et suivi d'une note plus basse, normalement un peu plus grave. C'est-à-dire, le mouvement mélodique se continue encore. Ainsi, le copiste du cantatorium de Saint-Gall écrivait deux virga [359, fol. 62, ligne n° 2, i-pse est] tandis que celui du manuscrit Einsiedeln 121 remplaça la deuxième virga par un oriscus [121, fol. 89, ligne n° 7, i-pse est]. Donc, dans ce cas, l'usage de celui-ci n'était pas obligatoire. Mais, cet oriscus donne plus de renseignements que la virga. De surcroît, l'oriscus signale la succession de la même voyelle e - e, car cet emploi est plus fréquemment constaté lors de la diérèse. À savoir, le notateur d'Einsiedeln profitait de la fonction de l'oriscus isolé, exprimant une nouvelle syllabe, pour préciser les mots.
En outre, dans la mélodie descendante, cette graphie exprime une fonction plus musicale, en conservant les caractéristiques précédentes. Souvent, l'oriscus suit le climacus (1.7) [121, fol. 91, ligne n° 12, a > desidério] [390, fol. 62, ligne 3, fra-tres > quod]. Non seulement l'élan descendant mais aussi le mot s'arrêtent avec cet unisson, en préparant les élan et terme suivants, commencés d'une note plus basse et plus fragile. Aussi cette graphie indique-t-elle une note un peu plus importante, entre les deux élans ainsi que les deux mots.
Parfois, l'oriscus se trouve entre deux torculus (1.6) dont le deuxième est toujours plus bas [121, fol. 9, ligne n° 6 et 7, confortami-ni et time-re]. Cette note aussi doit être légèrement soulignée, car le manuscrit Laon 239 attache la lettre significative t à cette note. Mais, sans conclusion, la mélodie se continue toujours. L'oriscus reste neume afin de structurer la mélodie.
Par ailleurs, il s'agit d'un signe indispensable en faveur de la restauration du chant grégorien. Les copistes sangalliens n'employèrent jamais l'oriscus, si la note suivante est sur le même degré ou plus haute.

#### Virga strata (3.2)
La virga strata est un neume, normalement indiquant deux notes à l'unisson (dans certains cas, d'un demi-ton) et attribuées à une seule syllabe. Il s'agit d'un neume composé, évidemment d'une virga (1.1) et d'un oriscus (3.1) selon sa graphie. Par conséquent, celle-ci conserve fidèlement une fonction de l'oriscus : la note ainsi que syllabe suivante est toujours un peu basse.
La valeur musicale de cette graphie équivaut à la combinaison d'un tractus et d'un oriscus (- s), mais jamais employée à deux syllabes, à l'exception de deux voyelles identiques. Au contraire, ces tractus et oriscus sont singulièrement et strictement réservés à deux syllabes. Donc, la virga strata est utile à déterminer la mélodie et le texte, non seulement pour les exécutants mais aussi en faveur des restaurateurs du chant grégorien. Sans suivre cette précieuse manière, la Vaticane commet parfois des erreurs. D'ailleurs, lorsque les deux mêmes voyelles se succèdent, les copistes, notamment ceux d'Einsiedeln, pouvaient employer la virga strata [121, fol. 218, ligne n° 13, me-æ] (e-e) ou bien [121, fol. 24, ligne n° 1, æ-ter-nales] (e-ter). Aussi la virga strata peut-elle être plus correctement définie : normalement neume indiquant deux notes à l'unisson et attribuées à la même voyelle, suivies d'une note un peu basse.
Comme l'oriscus, la virga strata s'emploie parfois en faveur de liaison mélodique, entre deux mots et élans [121, fol. 332, ligne n° 3, tabernacu-lis > ha-bitare]. Dans cet exemple, une fois que l'unisson do - do avait fait stabiliser la mélodie sur ce degré principal, sa relation étroite avec la note suivante et plus grave si réalise aisément une unification de la phrase mélodico-verbale.
Son emploi particulier et intéressant se trouve lorsque le texte contient une interrogation, qui appelle une réponse [390, fol. 50, ligne n° 11, apparu-it ? Na-tum] [391, fol. 265 (fac-similé, fol. 391 71), ligne n° 5 (6), in cælum ? Hic Jesus (Ihcoy)]. Non seulement ce neume remarque visuellement cette interrogation ? mais également les deux phrases, question et réponse, se sont musicalement liées, de la même manière au-dessus.
Au lieu du neume pour l'unisson, la virga strata peut remplacer un pes léger (1.4). Toujours la règle est respectée : la note suivante est un peu plus basse sans exception. Dans ce cas, la hauteur est limitée, à savoir un demi-ton. Vraisemblablement, les copistes sangalliens l'employaient en bénéficiant de sa forme particulière, afin de signaler aux chantres qu'il s'agit d'un degré faible. Ainsi, celui d'Einsiedeln distinguait la virga strata (demi-ton) du pes (ton entier) [121, fol. 115, ligne n° 11, ... cla-ma-vi ...]. Ce neume peut s'accompagner d'un épisème ou d'une lettre significative, pour remplacer un pes carré (1.4) d'un demi-ton [359, fol. 85, ligne n° 5-6, exalta-bis].
Il existe quelques exemples de la virga strata, au lieu du pes d'un ton entier. Il est cependant possible que des copistes ne respectassent pas la règle essentielle de cette graphie.
En tant que neume composé, la virga strata remplace souvent la virga d'un scandicus (1.8), afin d'exprimer légèreté de quatre notes ascendantes suivies d'une note retombée [121, fol. 14, ligne n° 9, Veni]. La graphie indique effectivement l'élan, attribué à un mot composé de deux syllabes (4 + 1).

#### Pressus (3.3)

##### Pressus major
On considéra longtemps et faussement que ce neume serait un groupe de notes pesantes. C'est la raison pour laquelle fut adoptée la dénomination pressus (du latin premere = presser). Il est probable que le point mora (•), employé fréquemment dans les notations publiées au XXe siècle, avait été inspiré du pressus. La sémiologie grégorienne rétablit correctement la logique et l'usage de cette graphie dans le contexte de la mélodie grégorienne.
Il est maintenant évident que le pressus (ou pressus major) se compose de trois éléments indiquant trois notes : une virga (1.1), un oriscus (3.1) et un punctum (1.2) conservant leurs fonctions. Donc, ce dernier n'est autre qu'une note, et non graphie indiquant l'allongement de la note précédente. D'ailleurs, il s'agit d'une virga strata (3.2) contenant la note suivante. Les trois graphies (3.1 - 3.3) indiquent donc le même élan, mais strictement selon le texte, c'est-à-dire le nombre de syllabes : pour l'élan fa - mi - ré - ré - do,
[390, fol. 112, ligne n° 9, can-di-di-or] (- s - = 3 syllabes)
[391, fol. 381 (fac-similé, fol. 391 187), ligne n° 1, fi-de-lis] (Ґ - = 2 syllabes)
[391, fol. 420 (fac-similé, fol. 391 226), ligne n° 5, Jerusa-lem] (Ґ• = 1 syllabe)
La dernière note, toujours plus basse, se compose en général d'une seconde ou d'une tierce. Si elle descend exceptionnellement davantage, parfois les copistes ajoutaient une lettre significative i (inferius ou iusum = en bas) ou mettait un tractulus incliné (gravis)  [121, fol. 173, ligne n° 7, insur-gen-tibus] (exemple employant tous les deux) [390, fol. 24, ligne n° 2, antemu-ra-le].
Au regard de la valeur rythmique, il est certain que le pressus major isolé ne demeure pas de neume léger. Pour ce dernier, il fallait que les notateurs employassent les strophæ (2.1 et 2.2), comme (”,). Au contraire, Dom Cardine considérait qu'il s'agit d'un neume de notes allongées. En effet, si les copistes du cantatorium de Saint-Gall ne remarquaient rien (voir ci-dessus C148), ceux du manuscrit Einsiedeln 121 ajoutaient l'épisème et la lettre significative t pour la même mélodie : [359, fol. 55, ligne n° 8, lætifi-cat] alors que [121, fol. 75, ligne n° 12, même pièce].
Quoique la troisième note soit originellement le punctum, il est assez probable que l'allongement est normalement nécessaire. D'une part, selon la loi de la coupure neumatique (voir C148 au-dessus, ligne n° 1, premier et deuxième pressus majors). D'autre part, le pressus major est très fréquemment utilisé, en tant que cadence dite « décalée ». À savoir, la cadence dans laquelle le dernier neume descend d'un degré de plus par rapport à la mélodie habituelle afin de créer un lien étroit avec la première note de l'incise suivante [390, fol. 179, ligne n° 1, do-let (écrit dol&')] (cette mélodie est répétée à la ligne no 2, pour nostras, dont une clivis épisémée () remplace le pressus). D'où, la troisième note du pressus major demeure importante. On peut considérer qu'il s'agit de l'une des formules typiques du chant grégorien. C'est vraisemblablement pourquoi ce neume composé fut créé et est employé souvent comme cadence (voir C148 au-dessus, ligne no 1, 3, 4, 8, 11 et 14).
Toutefois, lorsque ce neume est immédiatement suivi d'autres neumes, ses notes ne sont pas nécessairement importantes. Il existe plusieurs variantes. Dans ces cas, la comparaison avec le manuscrit Laon 239 est utile à déterminer la valeur rythmique. Ainsi, le copiste d'Einsiedeln écrivit une graphie particulière afin de distinguer une variante, vraisemblablement en imitant le geste de chef de chœur [121, fol. 3, ligne n° 5, Congre-ga-te]. La première note est singulièrement longue. Le même rythme se trouve, par exemple, en faveur de deux voyelles successives. Le copiste du cantatorium employait exceptionnellement un pressus épisémé avec la lettre c [359, fol. 59, ligne n° 10, Si in-iquitates] alors qu'à Einsiedeln, simplement la lettre c était ajoutée [121, fol. 339, ligne n° 10, Si in-iquitates].
Le pressus major en composition peut être même trois notes légères, d'après le Laon 239 [121, fol. 213, ligne n° 11, Altis-si-mus]. En raison de cette ambiguïté, le pressus major non isolé, qui n'est pas capable d'indiquer effectivement son rythme, doit s'accompagner du Laon 239 ou de la notation correctement établie. Encore existe-il des exemplaires dont seule la troisième note est longue, uniquement trouvés en composition, selon le Laon 239 [121, fol. n° 219, ligne n° 5, ter-ram].

##### Pressus minor
Le pressus minor est un neume exprimant deux notes, au lieu de trois notes du pressus major. C'est-à-dire, il s'agit de la variante du pressus major manquant de virga qui fut remplacé par d'autres neumes précédents. Il se compose simplement d'un oriscus (3.1) et d'un ponctum (1.2). La nature rassemble à celle du pressis major : la première note est à l'unisson de la note précédente tandis que la deuxième est légèrement basse, en général.
À la différence du pressus major, celui-ci s'emploie toujours en composition, en tant qu'élément d'un neume long, mais fréquemment utilisé (voir C148 au-dessus, ligne no 5, 8, 9, 11, 14 et 15). D'où, le pressus minor est souvent combiné d'autres neumes, notamment en raison de la facilité graphique, avec un clivis (1.3) ou un torculus (1.6). Dans le cas du clivis, il s'agit d'un élan descendant composé de quatre notes [359, fol. 89, ligne n° 13, Tenuis-ti ainsi que ma-num] [C148 au-dessus, ligne no 1 et 14]. Un neume de cinq notes est indiqué en profitant d'une combinaison du torculus avec le pressus minor [121, fol. 6, ligne n° 12-13, propter-e-a] [C148 au-dessus, ligne no 2 (à la fin), cla-ma-vi, ainsi que, no 6 (à la fin), generati-o-ne].
Le rythme du pressus minor aussi demeure problématique, comme le pressus major. De fait, quasiment toutes les combinaisons rythmiques sont possibles. Certes, les copistes tentaient de préciser la valeur rythmique en utilisant les lettres significatives c et t. Cependant, dans d'autres cas, il est difficile à en identifier exactement, sans consulter le Laon 239.
Dans une intonation de célèbres grandes antiennes « Ô », heureusement que trois notes soulignées sont présentées grâce à un pes précédant et épisémé (1.4) ainsi qu'à la lettre t attachée au pressus [390, fol. 40, ligne n° 2, Ô]. Mais déjà difficulté, cet élan sol - do - do - si se trouve également dans une notation d'Einsiedelen [121, fol. 184, ligne n° 11, su-sti-nui] dont le Laon 239 assure les trois notes longues. L'usage de la lettre t, au-dessous du pes épisémé, demeure ambiguë. D'ailleurs, le copiste du cantatorium réussit à préciser, en mettant les lettres c et t, une note légère suivie d'un pressus minor indiquant deux notes longues [359, fol. 89, ligne n° 13, Tenuis-ti ainsi que ma-num].
En revanche, mêmes les meilleurs manuscrits manquent parfois de précision rythmiques. Alors que le copiste du cantatorium précisait effectivement deux notes précédentes longues, la valeur rythmique des deux pressus minor suivants n'est pas évidente [359, fol. 144, ligne n° 12, ter-ra]. C'est le Laon 239 qui est capable de donner sa précision : toutes les notes de ces deux pressus minor sangalliens sont légères. De même, les deux notes précédentes sont évidemment courtes tandis que le rythme des pressus reste ambigu [359, fol. 28, ligne n° 6, Allelu-ia]. Dans ce cas, les pressus sont plus importants et longs que les notes précédentes, d'après le Laon 239.

#### Salicus (3.4)
Le salicus est un neume indiquant au moins trois notes ascendantes dont l'avant-dernière est un oriscus.
L'Édition Vaticane commettait de nombreuses erreurs au regard de ce neume (voir ci-dessus, exemple du Graduale triplex, qui attribue les épisèmes verticaux aux deuxièmes notes de mots no-men Do-mini), vraisemblablement en raison de la graphie rassemblée au point d'orgue ou fermata , emploié dans la notation contemporaine. Sans continuité entre les deux systèmes de notation, le salicus essentiel pour trois notes se compose exactement d'un punctum, d'un oriscus et d'une virga. Pour l'oriscus, les copistes employaient, tantôt la courbure simple (౧), tantôt la courbure double (~). Généralement, l'oriscus est suivi de la virga.
La fonction de l'oriscus dans le salicus est très différente de celle des précédents (3.1 - 3.3). On peut considérer qu'il s'agit d'une immense invention des copistes sangalliens dans l'histoire de la musque occidentale. Le salicus de Saint-Gall remarquait aux chantres non seulement l'importantce de la note qui suit celui-ci mais aussi, visiblement, la tension mélodique vers le sommet. C'est un exemple de la qualité des neumes sangalliens en faveur de la finesse d'expression, et meilleur que le salicus dans le Laon 239 (voir Graduale triplex au-dessus). Parfois, des copistes soulignaient ce sommet avec la virga épisémée [359, fol. 31, ligne n° 7, sal-vi].
Tout comme d'autres neumes, il existe plusieurs formes particulières. Souvent, l'oriscus est placé entre deux virga [121, fol. 231, ligne n° 8, Canta-te]. Dans ce cas, l'oriscus est parfois connecté à la deuxième virga, formant un pes spécial [121, fol. 124, ligne n° 3, ero]. Cette graphie  se trouve dans d'autres variantes, par exemple, après le tractulus (1.2) [359, fol. 107, ligne n° 12, Alle-lu-ia]. Par ailleurs, comme la virga du salicus est le sommet mélodique, ce neume est souvent suivi, directement, d'une ou plusieurs notes descendantes, tel le scandicus (1.8) [121, fol. 227, ligne n° 11, vi-gi-lo].
Quel que soit l'emploi, l'oriscus lui-même n'est autre que note légère exprimant passage simple, en dépit de sa forme particulière. Cela est ce qu'établit la comparaison stricte avec le Laon 239.
Au regard de la hauteur, il reste l'ambiguïté. L'oriscus et la note précédente peuvent être à l'unisson, malgré la graphie ascendante. Dans ce cas, celui-ci possède une double fonction, pour le degré (comme neumes 3.1 - 3.3 à l'unisson) et pour l'expression. Mais, il est certainement difficile à distinguer visuellement cette unisson, avec la graphie du salicus.

#### Pes quassus (3.5)
Le pes quassus est un neume et une variante du pes (1.4). Cette graphie se trouve déjà dans certains salicus (3.4), en tant que composant. Évidemment, il s'agit d'une combinaison de l'oriscus en courbure double et de la virga ().
Comme la fonction de l'oriscus dans le pes quassus est identique à celle du salicus (3.4), ce neume est très utile à indiquer le sommet mélodique dans le long jubilus ou mélisme manquant de support du texte (voir C148 au-dessus, ligne no 3, 4, 5, 8, 11, 13, 15 et 16).
En raison de la forme particulière de l'oriscus, l'Édition Vaticane commet encore des confusions. Celui-ci attribue souvent l'épisème horizontal à la première note. Il faut absolument donner la tension mélodique à la deuxième.
Tout comme dans le salicus, l'oriscus peut posséder sa double fonction : note à l'unisson de la précédente ainsi qu'articulation.
Le pes quassus a une fonction particulière à la fin des versets psalmodiques. Au lieu de la cadence normale et descendante [121, fol. 7, ligne n° 5 - 6, homini-bus], ce pes indique une cadence inversée avec une tension assez accentuée [121, même fol. ligne n° 7 - 8, solliciti si-tis]. La différence entre les deux textes explique la raison : pour le deuxième, la mélodie ascendante fa - sol indique un caractère suspensif et appelle la phrase suivante, tel le cas de la langue française.
Lorsque le salicus dans un neume subit une difficulté de notation, le pes quassus remplace celui-ci. Notamment, après le climacus (1.7), à savoir des notes légères descendantes, les copistes sangalliens avaient tendance à éviter le salicus [359, fol. 28, re-gis]. Car, noter avec le salicus donnerait l'impression d'une coupure à mi-pente descendante et mettrait en évidence la quatrième note avant la fin. En employant le climacus jusqu'au point le plus grave, ils présentaient plus précisément le rythme et la mélodie.

#### Pes stratus (3.6)
Dans la pratique du chant grégorien pour les chœurs, la connaissance sur le pes stratus n'est guère nécessaire, car celui-ci ne se trouve, essentiellement, que dans le cantatorium de Saint-Gall, réservé aux solistes. En revanche, dans le domaine des études, ce neume est vraiment important. En effet, il s'agit d'un neume particulier indiquant l'origine de certains chants.
La forme du pes stratus se compose d'un pes rond (J) dont le bout est directement lié à un oriscus en courbure doubre (~). En tant qu'élément de composition, ce neume s'employait, singulièrement dans des pièces importées de l'Ouest ou occidentales, à savoir l'Espagne, l'Aquitaine, la Gaule, l'Angleterre,. Et, il était normalement attribué à la syllabe e : elegerunt, plenum, lapidaverunt [Graduel neumé, p. 37 - 38 (lire en ligne)],. Il est vrai que celui-ci traduit un fait mélodique et rythmique étranger au répertoire authentique du chant grégorien.
Dans le pes stratus, l'oriscus fonctionne simplement en tant que signe de l'unisson. La deuxième note des trois, première de l'unisson, est considérée la plus faible, selon la comparaison de Dom Cardine. Alors qu'auparavant, ces notes avaient été interprétées comme sons vibrés, il s'agit des sons purs et bien répercutés.

#### Quilisma-pes (3.7)

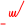
Quilisma-pes de Saint-Gall.

Le quilisma-pes, historiquement appelé quilisma, est un composant de neume. Comme le pes stratus (3.6), cette graphie fut considérée en tant que signe de la voix en vibration, notamment à cause de sa forme trompeuse.

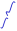
Quilisma-pes de Laon 239
(2e = ¿).

L'origine de celui-ci aussi se trouve dans les documents littéraires, en tant que signe interrogatif, par exemple à Corbie dans la seconde moitié du VIIIe siècle, lorsque le rite romain fut adopté dans la région. Le quilisma-pes s'employait également dans le manuscrit Laon 239, et ces deux systèmes possèdent une excellente cohérence de l'emploi. Certes, la forme de Laon 239 est entièrement différente, mais se trouve dans les documents de la région de Tours, précisément comme signe interrogatif. Cette graphie serait l'origine du signe dans la langue espagnole (¿), puis du nôtre (?).
Dans le cantatorium de Saint-Gall, manuscrit le plus ancien qui employait cette graphie, le quilisma à deux demi-cercles et celui de trois se distinguaient. Le premier était réservé à un ton entier tandis que le deuxième s'employait pour d'autres intervalles. Cependant, aucun manuscrit ne suivit cette manière stricte. Les deux formes étaient indifféremment en usage  .
Il s'agit d'un neume de passage léger. Il faut remarquer que la note précédant celui-ci est toujours longue et un peu basse (voir les deux exemples à droite, de Saint-Gall et de Laon). De surcroît, ce pes se caractérise de son degré particulier. Fréquemment, il s'agit du trihémiton, à savoir tierce mineure (3 x ½), intervalle principal du chant grégorien. Plus précisément, avec la note précédente, l'élan forme Ré 2½ Mi ½ Fa (= La - Si - Do, car le demi-ton Si n'était pas encore connu, lors de la composition du chant grégorien). La note Mi serait ajoutée en tant qu'ornement, entre deux notes principales en tierce mineure, Ré et Fa. Cela serait la raison pour laquelle les copistes de ces deux traditions employaient ces graphies spéciales. Dans les manuscrits tardifs tel le tonaire de Saint-Bénigne de Dijon, parfois cette première note faible Mi disparut, tout comme le torculus particulier (1.6). En outre, dans certains cas, le quilisma était utilisé au lieu du torculus particulier, notamment pour les mots courts [359, fol. 28, ligne n° 8, & (quilisma à la place du torculus)].
Ces phénomènes expriment qu'il s'agit exactement d'une note faible de passage : si le quilisma-pes avait été un neume de vibration, la première note n'aurait jamais disparu.

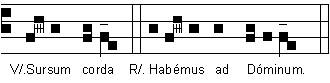
(Il ne faut pas suivre les deux épisèmes horizontaux. Les sommets sont exactement les deuxièmes notes des quilisma-pes ainsi que la deuxième note de Dó. Le sujet, c'est élever notre cœur.)

De nos jours, il faut interpréter exactement le quilisma-pes (Ré - mi - Fa ou La - si - Do), car, cet élément particulier du chant grégorien se trouve dans plusieurs chants les plus importants et que l'interprétation ne respecte pas nécessairement ce passage en manière correcte. D'où, la Liturgie latine, mélodies grégoriennes de Solesmes (2005), ayant supprimé tous les signes de rythmique grégorienne (épisèmes (horizontal et vertical) et point Mora), conserve au contraire la graphie de quilisma pour les mi et si dans cet élan. Ainsi, avant la Préface, le célébrant et les fidèles chantent quatre fois de quilisma-pes : Sur-sum corda ; Ha-bé-mus ad Dominum ; Gratias a-gá-mus Domino Deo nostro ; Dig-num et iustum est. Mais, surtout, le Te Deum aussi emploie plusieurs fois le quilisma-pes, y compris Te Deum lau-dá-mus ainsi que les deux premiers San-ctus. Il est donc recommandable à utiliser les livres de chant les plus récents.
Une autre caractéristique est sa fonction en tant que préparation du sommet. Si ce passage n'est pas suivi d'un sommet, les copistes n'employaient pas de quilisma-pes [359, fol. 51, ligne n° 1 (mi-rábilis (quilisma-pes avant le sommet) et ligne n° 3 (prodígi-a après le sommet), élans identiques]. D'ailleurs, la deuxième note elle-même peut être le sommet mélodique. Dans ce cas, le bout du quilisma-pes est normarlement soulignée avec un épisème [121, fol. 106, ligne n° 11, De-us] [121, fol. 147, ligne n° 8, consolatio-nis].
Quoi qu'il en soit, le quilisma n'est autre qu'un pes spécial. Dans l'antiphonaire de Hartker, il existe de bonnes exemples. Celui-ci contient 12 grandes antiennes « Ô » de l'Avent. En raison de la différence du texte et de son accentuation, le notateur des folios 40 et 41 modifia délicatement son écriture, selon la variation de mélodie adaptant strictement aux textes. Pour le dernier mot, c'est-à-dire cadence, le copiste écrivit, tantôt le quilisma (VI. formasti, IX. vocabitur), tantôt le quilisma liquescent (IV. et V. mortis), tantôt simplement le pes rond (I. prudentiæ, VII. noster, XII. vinculis), tantôt le pes rond liquescent (II. extento, III. tardare, VIII. cernitis, X. culpam, XI. regit) [lire en ligne]. En raison d'un intervalle faible Mi - Fa (demi-ton) avant la conclusion et note finale Ré, il faut que la note Mi soit très légère en tant que passage. Au contraire, le sommet Fa et l'atterrissage Ré sont soulignés, selon la loi de la coupure neumatique.

### Phénomène liquescence et ses neumes

#### Neumes liquescents
Il reste encore plusieurs graphies supplémentaires dans les manuscrits. Cependant, tout comme celles de la notation de l'antiphonaire de Hartker au-dessus, ces neumes liquescents remplacent les neumes normaux, lorsque la mélodie connaît une particularité d'ordre phonétique. Les notateurs sangalliens les employaient en faveur des chantres, en leur signalant, soit une augmentation d'une note importante, soit une diminution d'une note faible.
Normalement, les neumes liquescents sont variantes de ceux qui concernent, mettant une petite boucle finale. Toutefois, certains sont considérablement différents de ceux de la forme normale. De plus, un neume liquensent possède en général un double usage, pour l'augmentation et la diminution, vraisemblablement sans augmenter excessivement les types de graphies. Il est donc utile à consulter le tableau présenté dans la Sémiologie grégorienne, p. 4, catégories g et h [lire en ligne (pdf)]. Ainsi, les exemples de deux neumes à droite ne sont pas identiques :
- le premier, parfois appelé cephalicus, est une virga (1.1) lors de l'augmentation mais un clivis (1.3) pour une diminution ;
- le deuxième, ancus, est, soit un clivis en faveur de l'augmentation, soit un climacus (1.7) exprimant une diminution.

Au regard de la liquescence, les neumes de Saint-Gall ne sont pas les meilleurs. Dans les manuscrits du chant de Bénéventin, les graphies étaient davantage développées. Concernant ceux de Saint-Gall, il existe deux ambiguïtés. D'une part, comme déjà vu, chaque neume liquenscent possède sa double fonction, augmentation et diminution, qui n'est pas facilement mémorisée. D'autre part, leur valeur rythmique aussi est ambivalente : 1 note ou 2 notes ; 2 notes ou 3 notes. Car, il ne s'agit pas d'un phénomène rythmique musical, mais c'est un phénomène linguistique d'articulation.   
Étant donné que les moines carolingiens exécutaient le chant grégorien par cœur, la pratique de la liquescence était, à cette époque-là, plus facile selon les mélodies mémorisées. Au contraire, il faut de nos jours que les chefs de chœur et les solistes étudient attentivement ce phénomène. Ils doivent par conséquent connaître doublement la mélodie originale avec les neumes normaux ainsi que ceux qui concernent d'après ce phénomène. Il est recommandable d'examiner les exemples dans les antiennes « Ô », au-dessus.

#### Définition et exceptions
Le chant grégorien est si profondément lié au texte latin que, dans quelques successions de syllabes, on constate la modification délicate de l'articulation. Il s'agit d'un phénomène vocal issu d'une articulation syllabique complexe qui fait prendre aux organes de la voix une position transitoire. Tantôt, cela est une certaine augmentation de la note soulignée, tantôt il s'agit d'une diminution de la note affaiblie.
De sorte que l'effet de la liquescence est limité, et il existe plusieurs exceptions. Ceux qui ne concernent pas sont :
- au cours du mélisme ainsi que du jubilus, manquant de succession de syllabes
- entre deux voyelles
- sur la syllabe finale
- sur la syllabe accentuée des cadences redondantes
- au cours de la récitation à l'unisson
- dans la ligne mélodique ascendante, lorsque la syllabe suivant est à l'aigu

De même, il n'y a guère de liquescence, sur une syllabe à mi-pente descendante, à savoir au grave de la précédente ainsi qu'à l'aigu de la suivant, sauf si la syllabe qui suit n'est cadentielle.

#### Classification de liquescence
1. Deux ou trois consonnes successives[sg 110]
  1. deux ou trois consonnes dont la première est une liquide (l, m, n et r) :
« salvi », « omnia », « ostende », « cordis »
  2. deux consonnes desquelles la première est une dentale explosive (d ainsi que t) :
« ad lapidem », « et semitas »
  3. deux consonnes dont la première est une sifflante (s) :
« fulius Dei », « Israel »
  4. groupe consonnant gn :
« magni »
  5. deux consonnes desquelles la seconde est j (i selon l'orthographe dans les manuscrits anciens) ; dans ce cas, plusieurs possibilités de la première consonne (b, d, m, n, r, s, t ainsi que l) :
« adjutor », « ovem Joseph », « injuste », « et jam »
2. Consonnes m et g entre deux voyelles ; ce qui concerne est la voyelle précédente (liquescence antécédente) :
« petra melle », « altissimus », « regit », « euge » (voir ci-dessous)
3. Diphtongues (au, ei, et eu) :
« gaudete », « aures », « eleison », « euge » (ce dernier mot a donc une double raison.)
4. Yod j (i d'après l'orthographe traditionnelle) entre deux voyelles :
« ejus », « cujus », « majestas », « alleluja »

Il est étonnant que les notateurs sangalliens distinguassent ce phénomène vraiment délicat. Donc, l'usage de ces neumes particuliers était parfois relatif ou facultatif. Ainsi, dans le manuscrit Einsiedeln 121, un notateur attribuait un neume liquescent au mot misericordias [fol. 60, ligne n° 4] alors qu'un autre n'écrivait qu'un pes normal pour les mots et mélodies parfaitement identiques [fol.308, ligne n° 8] .

#### Augmentation et diminution
Alors que la liquescence est un phénomène issu de la prononciation de la langue latine, composé de l'augmentation et de la diminution, l'Édition Vaticane ne traite que la deuxième, avec les petites notes particulières. En effet, lors de la publication du Liber gradualis (1883) de Dom Joseph Pothier, base de cette édition, le phénomène n'était pas précisément compris. C'était son successeur Dom André Mocquereau († 1930) qui approfondit et avança ses études (voir aussi Paléographie musicale, tome II (1891) [lire en ligne]).  
Le phénomène ne manque pas de logique. En général, la liquescence augmentative se trouve lorsqu'elle possède quelque valeur importante dans la structure mélodique. Au contraire, la liquescence diminutive apparaît quand la broderie est sans importance.
Pour l'augmentation, on constate qu'un signe liquescent augmentatif s'emploie sur les notes culminantes, lorsqu'elles sont isolées ou en fin de neume. Concernant un signe liquescent diminutif, celui-ci se trouve toujours sur les clivis légères (1.3) situées au grave des courbes mélodiques, à savoir, quand la syllabe suivante est plus élevée que la seconde note de la clivis. Plus précisément, la liquescence diminutive se trouve en trois cas : au point le plus grave d'une courbe mélodique ; dans les anticipations ; dans la broderie simple d'accent.

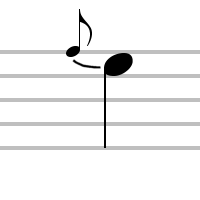
La façon adoptée dans l'Édition Vaticane risque de faire confondre le phénomène avec cette note contemporaine. La liquenscence est en revanche un phénomène conservant quasiment le rythme initial.

D'ailleurs, Dom Cardine soulignait que la note liquescente diminutive conserve encore sa valeur normale rythmique, quasiment égale à celle des notes voisines, si la réduction existe réellement sur le plan sonore en raison de l'occlusion momentanée de l'organe vocal. D'où, ce sémiologue déconseille l'usage des petites notes de l'Édition Vaticane, qui pourrait provoquer une modification rythmique de la mélodie.  
À l'inverse, les sémiologistes considèrent que pour la liquescence augmentative, la dernière note du signe liquescent est délicatement allongée. Mais, il faut que l'articulation suive la durée normale de la note, sans donner origine, mélodiquement et rythmiquement, à un autre son précis.
En résumé, et plus simplement, il suffit de prononcer correctement ces mots latins, de sorte que la liquescence soit suivie.

#### Exemples de neumes liquescents

##### Graduale triplex au-dessus
Maintenant, le phénomène liquescence dans l'exemple du Graduale triplex (au-dessus) ne demeure plus incompréhensif. Comme les premières notes du premier mot Laudáte sont à l'unisson, le notateur employait simplement deux virga (1.1). Par contre, celles du deuxième se compose d'un clivis (une note ajoutée en tant qu'ornement) ainsi qu'un tractulus épisémé (1.2). Le copiste de Saint-Gall constatait, en comparaison avec le clivis normal, un changement délicat de l'expression de la note supplémentaire, moins importante avant la syllabe accentuée, mais aussi plus faible que d'habitude, en raison d'une diphtongue au. C'est la raison pour laquelle le notateur sangallien écrivait un cephalicus au lieu d'un clivis. L'Édition Vatican, quant à elle, attribuait une petite note à la note ajoutée. Mais il faut respecter l'expression naturelle issue du phénomène linguistique, et non de telle manière. De fait, le notateur du cantatorium écrivait ces neumes avec de longues coupures neumatiques, à savoir les neumes très séparés, afin d'indiquer la valeur rythmique de ces notes. Si la note ajoutée est affaiblie, il est évident que celle-ci aussi est assez longue, selon le manuscrit [359, fol. 111, ligne n° 13].

##### D'autres exemples
Les comparaisons permettent de distinguer le remplacement d'une virga (1.1) ou d'une clivis (1.3) par un cephalicus. Les mélodies sont identiques.
- augmentation (virga → cephalicus) sol-mi sol la sol sol  (note importante, plus aiguë) :
Si ve-re, fratres [390, fol. 137, ligne n° 8] → Non est invéntus [391, fol. 380, ligne n° 4]
- diminution (clivis accompagnée d'une lettre significative c → cephalicus) sol fa sol la sol-fa sol sol (clivis légère dans l'élan descendant) :
de lo-co sancto suo ; dominatórem terræ [390, fol. 37, lignes n° 4 (clivis) → n° 9 (cephalicus)]

Dans les cas suivants, le pes carré (1.4) dont la deuxième note est la plus importante et élevée crée une augmentation. Au contraire, le pes rond duquel la seconde note sol n'est autre que l'anticipation du sol cadentiel est transformé en pes liquescent pour la diminution (ບ).
- augmentation (initialement pes carré) sol la do do do-mi ré ré :
  Tibi revelávi [390, fol. 176, ligne n° 3, à la tête] → Ubi duo vel tres [390, fol. 158, ligne n° 4, à la tête]
- diminution  (initialement pes rond) sol fa ré fa fa-sol sol sol :
 univérsa terra → quia non tardábit [390, fol. 43, lignes n° 12 (pes rond) → n° 11 (pes liquescent), à la fin de chaque ligne]

#### Liquescence expressive
Encore existe-t-il quelques cas particuliers qui ne sont pas facilement expliqués. Ainsi, Dom Cardine trouva deux textes ayant quasiment la même mélodie. Le copiste attribuait au premier, « Sion (do-ré ré-ré ) noli timere » un pes liquescent tandis que la deuxième syllabe du texte « Sion renovaberis » n'emploie qu'une virga strata normal (3.2) indiquant l'unisson. La différence entre deux serait celle du sens des textes : le premier est une acclamation. Donc, dans ce cas, il est probable que le neume liquescent fonctionne comme la virgule de nos jours : « Sion (,) noli timere » ou bien « Sion (!) noli timere. » Dom Cardine trouvait des emplois semblables pour les termes magister et Johannis. Comme les copistes sangalliens utilisent souvent des neumes particuliers pour les voyelles identiques et successives (comme déjà mentionnés) et que le chant grégorien est une lecture de la Bible, chantée, le moine de Solesmes avait vraisemblablement raison. 
Dom Cardine trouvait un autre exemple où quatre notations d'une même incise verbale confirment le rôle expressif de la liquescence. Leur texte demeure toujours « non confundentur » tandis que chaque notation s'emploie de sa propre mélodie différente. Donc, il faut également chercher sa raison dans le texte. Si le musicologue ne donnait aucune, il est probable que, d'une part, la valeur du mot non a besoin d'un ton expressif (tous les copistes employaient les neumes liquescents.). D'autre part, les notateurs considéraient qu'il fallait une précision d'articulation raffinée, en raison de la succession de la consonne n. Le copiste du cantatorium de Saint-Gall écrivait notamment plusieurs neumes liquescents successifs, en faveur des chantres.    
- 359, fol. 82, ligne n° 6
- 359, fol. 25, ligne n° 15 (célèbre folio de l'Ad te levavi)
- 121, fol. 1, ligne n° 10 - 11
- 339, fol. 1, ligne n° 6 (ainsi que fol. 2, ligne n° 4 - 5)